# Raposa-vermelha
A raposa-vermelha (Vulpes vulpes) é a maior das raposas verdadeiras e um dos membros de maior distribuição entre a ordem Carnivora. É encontrada em todo o hemisfério Norte, incluindo a maior parte da América do Norte, Europa e Ásia, mais algumas partes do Norte da África. É listada como uma espécie pouco preocupante segundo a Lista Vermelha da IUCN. Seu alcance aumentou junto à expansão humana, tendo sido introduzida na Austrália, onde é considerada uma espécie invasiva e prejudicial às populações nativas de mamíferos e aves. Devido à sua presença na Austrália, está incluída na lista das "100 espécies exóticas invasoras mais daninhas do mundo".
Esta raposa é um mamífero onívoro e oportunista, de médio porte, com os pelos geralmente castanho-avermelhados. Tem, em geral, hábitos noturnos e crepusculares (exceto em lugares de pouca movimentação, onde pode ser vista durante o dia). Esta raposa come diariamente, em média, 500g de alimento. Caça geralmente animais pequenos como coelhos e lebres, mas seu cardápio pode se estender a roedores, aves, insetos, peixes, ovos e frutos. Caso seja necessário, pode se alimentar de restos de comida humana e de carniça.

## Descrição

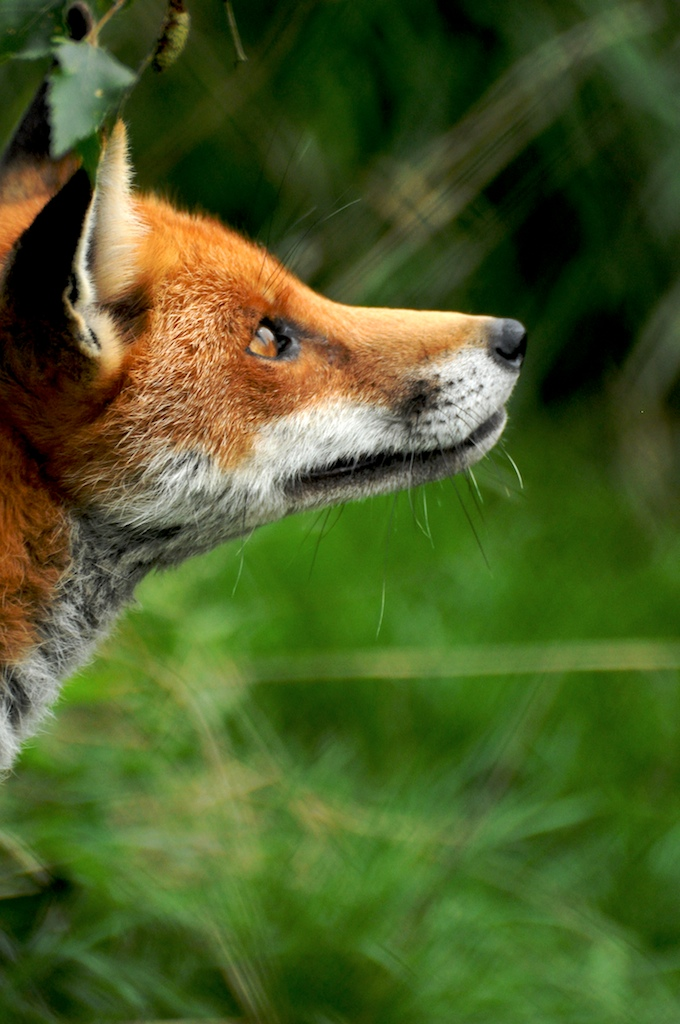
Perfil de uma raposa-vermelha.

A raposa-vermelha possui um corpo alongado, com membros relativamente curtos para sua altura. Sua cauda, que é mais longa do que metade do comprimento de seu corpo (equivalente a 70% do comprimento da cabeça e do corpo), é longa, peluda e toca o solo quando a raposa está em pé. Suas pupilas são ovais e orientadas verticalmente. Membranas nictitantes estão presentes, mas movem-se apenas quando os olhos estão fechados. As patas dianteiras têm cinco dígitos enquanto as patas traseiras têm apenas quatro. Esses dedos terminam em garras semi-retráteis e são circundados por pelos interdigitais, em maior número durante o período de inverno.
A raposa-vermelha tem um crânio estreito e alongado, com a caixa craniana pequena e aproximadamente igual em comprimento à região facial, que é longa e estreita. Os caninos são longos e pontiagudos, os carniceiros bastante pequenos e muito afiados. Os incisivos são ligeiramente inclinados para dentro, permitindo que o animal agarre sua presa e corte pequenos pedaços de carne. Os pré-molares são simples e pontiagudos, enquanto os molares têm uma forma mais achatada e são bem adequados para esmagar alimentos, como ossos de pequenas presas, por exemplo.
A aparência geral da raposa-vermelha pouco difere entre os sexos, e não é fácil distingui-los. As fêmeas possuem crânios menores que os machos, com regiões nasais maiores e caninos mais longos. As fêmeas são mais fáceis de detectar durante a lactação, quando as mamas são visíveis. Fêmeas normalmente têm quatro pares de mamas, mas indivíduos com sete, nove ou dez tetas não são incomuns. Os testículos dos machos são menores do que os da raposa-do-ártico.

### Dimensões
A raposa-vermelha é a maior espécie do gênero Vulpes. No entanto, em relação às dimensões, as raposas-vermelhas são muito mais leves do que cães de tamanhos semelhantes do gênero Canis. Os ossos de seus membros, por exemplo, pesam 30% menos por unidade de área óssea do que o esperado para cães de tamanhos semelhantes.
A raposa-vermelha apresenta variações significativas no tamanho, dependendo do indivíduo, sexo, idade e origem geográfica. Em média, os adultos medem 35–40 cm de altura na cernelha e 45–90 cm de comprimento corporal, com a cauda medindo entre 30–55,5 cm. As orelhas medem 7,7–12,5 cm e as patas traseiras têm 12–18,5 cm. As raposas-vermelhas pesam em média entre 2,2–14 kg, com as fêmeas sendo geralmente 15–20% mais leves que os machos.

### Pelo

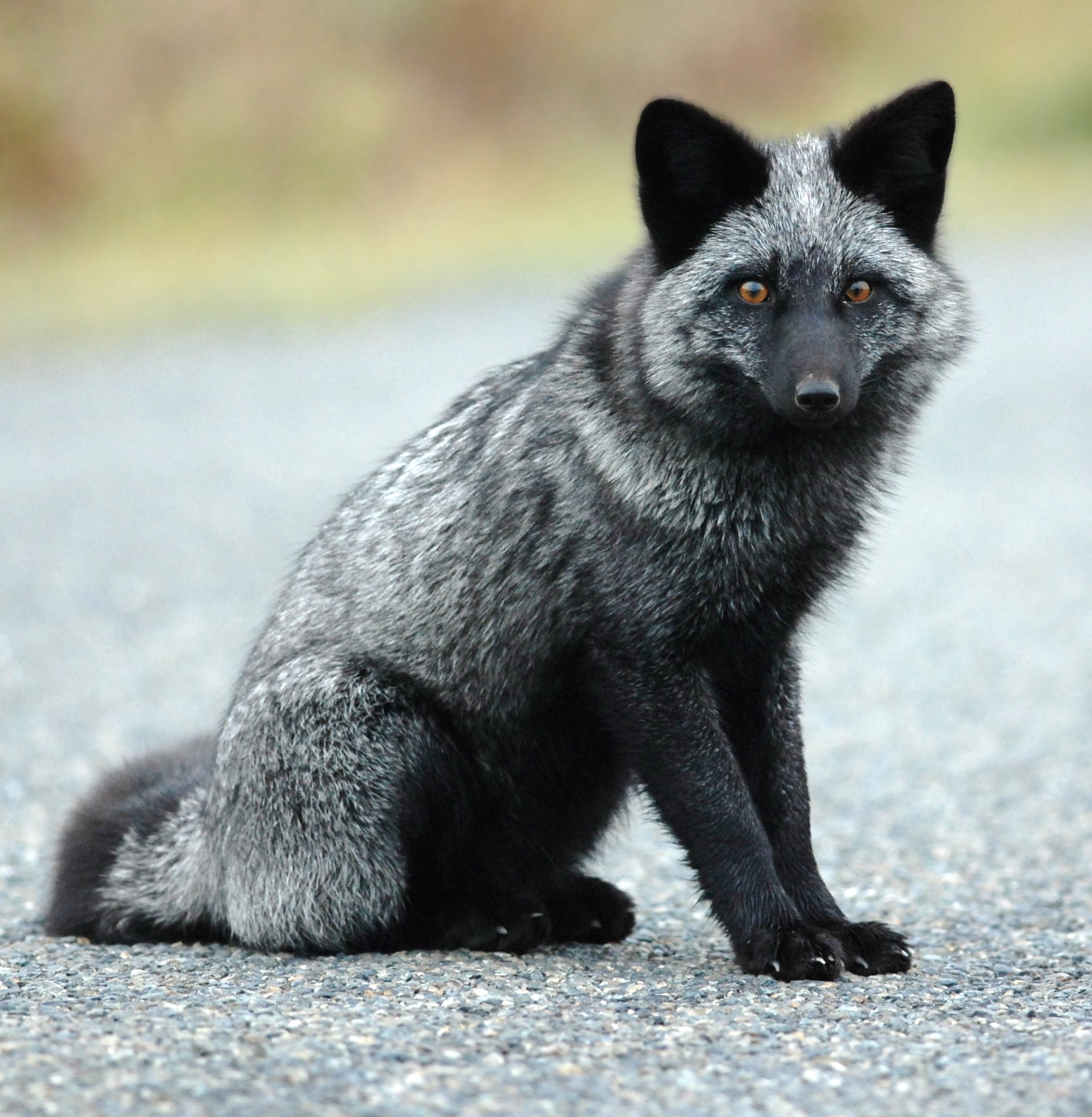
Raposa-vermelha prateada.

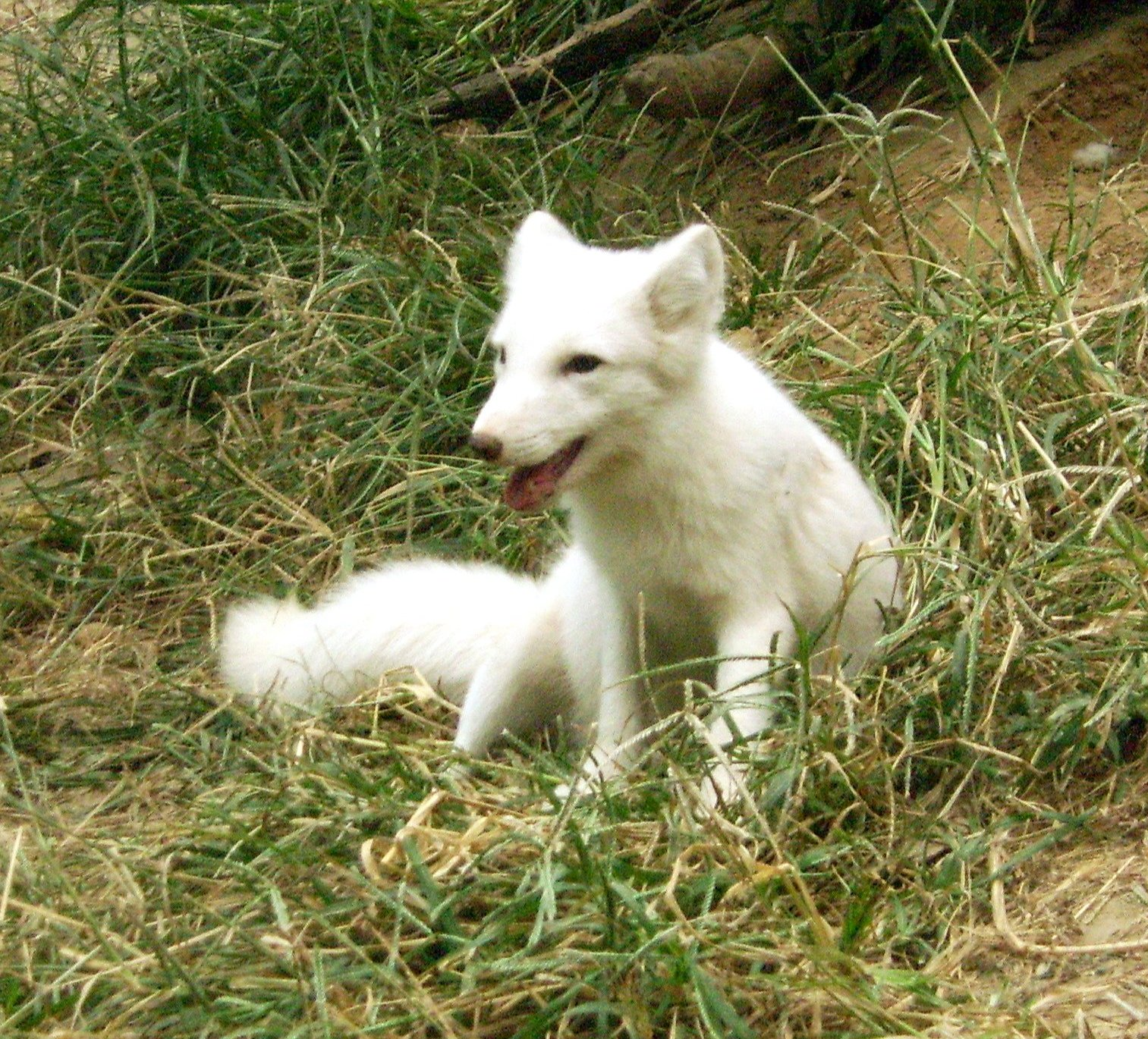
Raposa leucística. O albinismo completo é raro na raposa-vermelha.

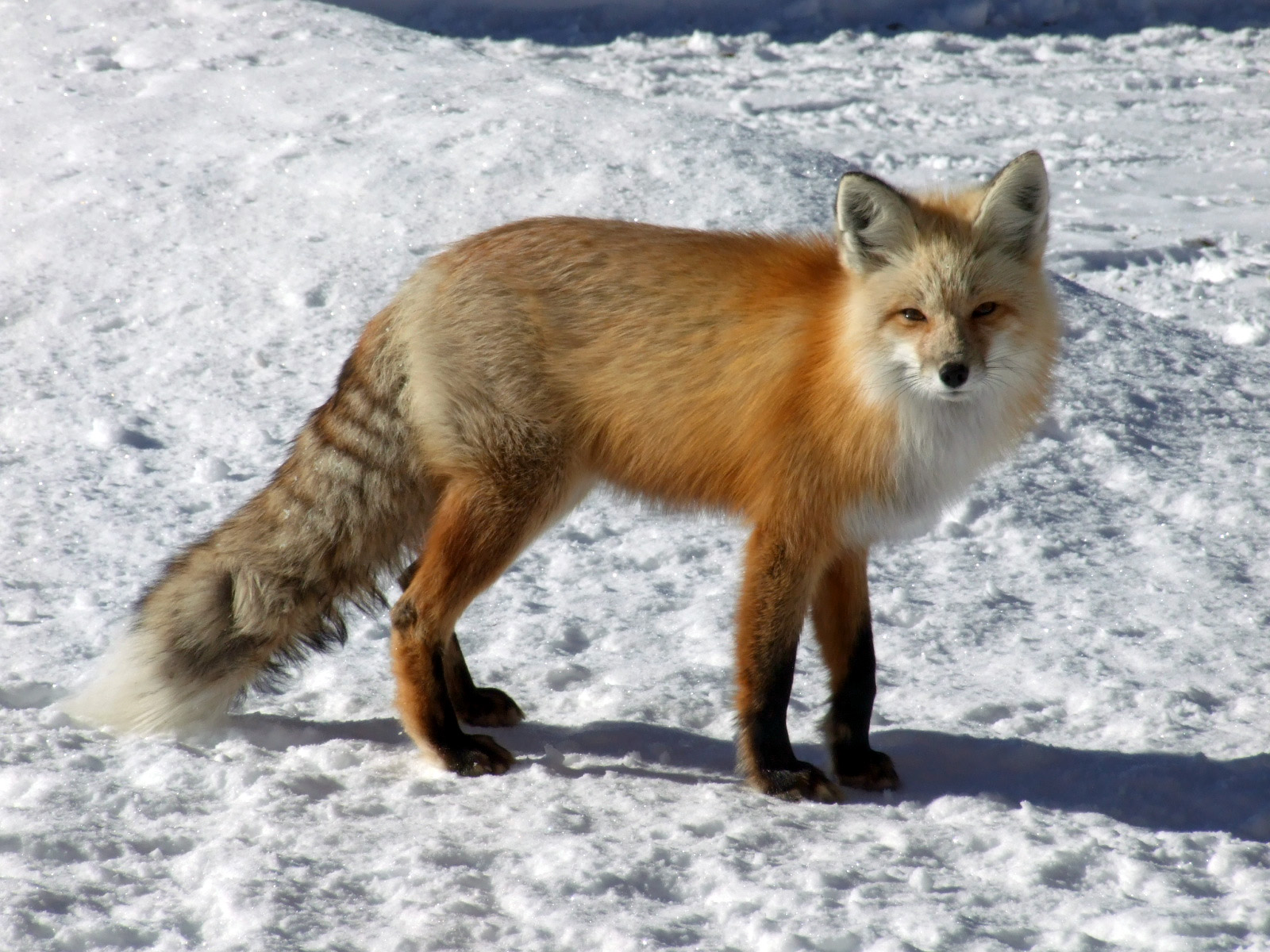
Raposa-vermelha norte-americana no inverno.

O pelo da raposa-vermelha é denso, macio, sedoso e relativamente longo, especialmente no inverno. Isso permite que a raposa resista a temperaturas muito baixas, de até −13 °C. O pelo é mais longo, denso e fofo em raposas do norte e mais curto, esparso e grosso em raposas que vivem mais ao sul. As raposas que vivem em grandes altitudes também apresentam uma pelagem mais longa. A pelagem da raposa é composta por duas camadas. A camada inferior é constituída por pelos finos e curtos com cerca de 4 cm, muito densos e de cor escura. A segunda camada é composta por fios mais longos e finos, cerca de 10 cm, e mais grossos. Na base dos pelos encontram-se as glândulas pilossebáceas, cuja secreção ajuda a manter a pelagem do animal e confere a cada indivíduo um perfume único. O pelo na cabeça e na parte inferior das pernas é mantido denso e curto durante todo o ano, enquanto o pelo em outras áreas muda com as estações. As raposas controlam ativamente a vasodilatação e a vasoconstrição periférica nessas áreas para regular a perda de calor.

### Sentidos
As raposas vermelhas têm visão binocular, mas sua visão reage principalmente ao movimento. Sua percepção auditiva é aguda, sendo capaz de ouvir tetrazes mudando poleiros a 600 passos, o voo de corvos em 0.25–0.5 km e o chiado dos ratos a cerca de 100 m. Eles são capazes de localizar sons dentro de um grau em 700-3.000 Hz, embora com menos precisão em frequências mais altas. Seu olfato é bom, mas mais fraco do que o de cães especializados.

### Glândulas odoríferas
As raposas vermelhas têm um par de glândulas anais revestidas por glândulas sebáceas, ambas as quais se abrem através de um único duto. As glândulas anais atuam como câmaras de fermentação nas quais bactérias aeróbicas e anaeróbicas convertem sebo em compostos odoríferos, incluindo ácidos alifáticos. A glândula caudal ovalada tem 25 mm de comprimento e 13 mm de largura, e supostamente cheiro de violetas. A presença de glândulas do pé é duvidosa. As cavidades interdigitais são profundas, com coloração avermelhada e cheiro forte. As glândulas sebáceas estão presentes no ângulo da maxila e da mandíbula.

## Comportamento

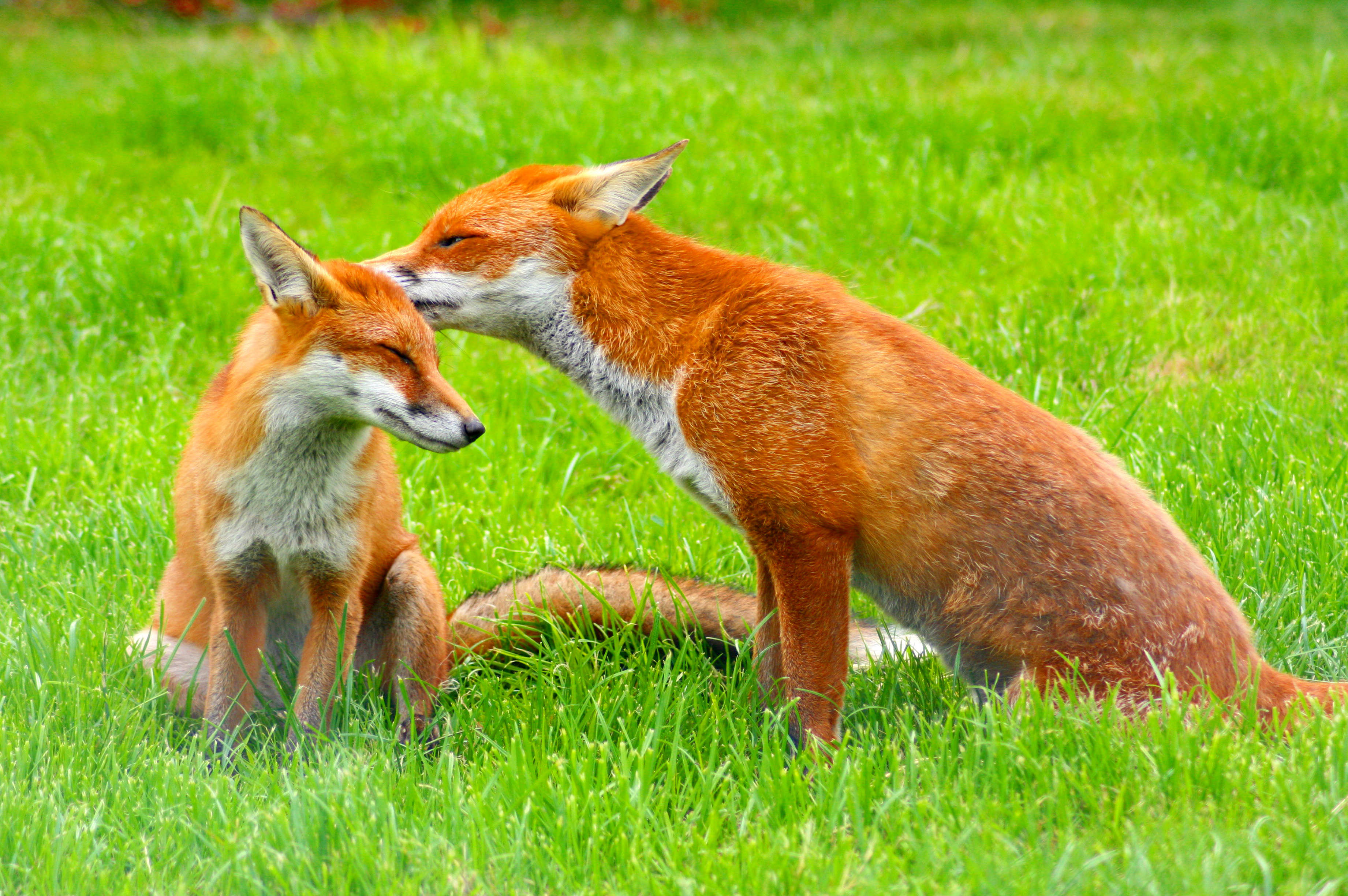
Um par de raposas-vermelhas-europeias (V. v. Crucigera) no British Wildlife Centre, Surrey, Inglaterra

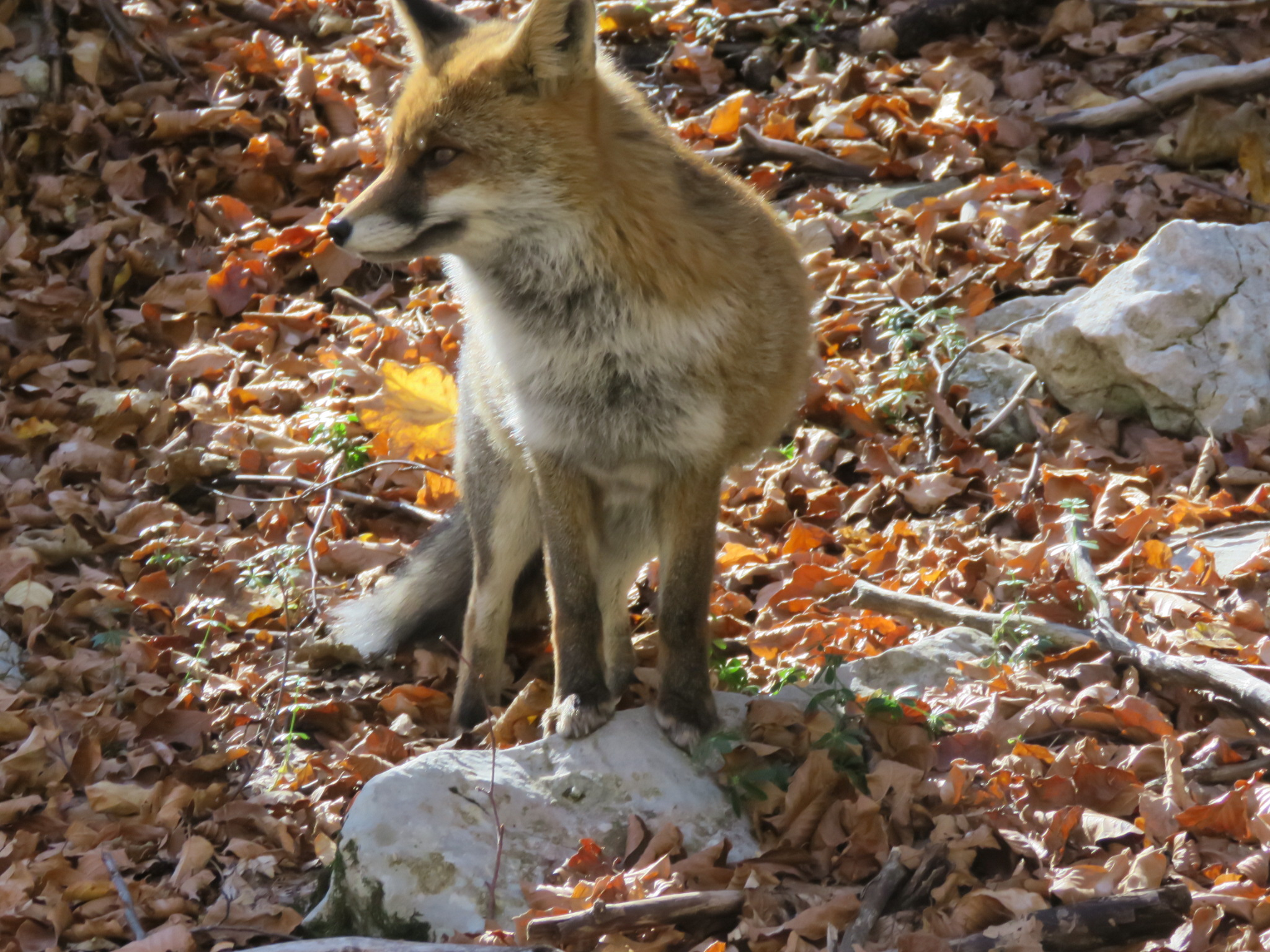
Uma raposa vermelha grávida no Parque Nacional de Abruzzo, Itália.

### Comportamento social
A raposa-vermelha adulta muitas vezes aparenta ser solitária (exceto durante a época de reprodução), mas às vezes pode viver em pares ou formar grupos sociais, a depender dos recursos alimentares disponíveis no biótopo e sua distribuição, flutuação e renovação, bem como da disponibilidade de abrigos diurnos. Em ambientes com recursos alimentares limitados, a raposa vive solitária, formando pares apenas durante a época de reprodução, enquanto que, em áreas mais abundantes, ela pode formar pequenos grupos. Nesse caso, apenas o par dominante se reproduz, e há uma forte hierarquia no grupo. Em habitats e/ou áreas favoráveis com baixa pressão de caça, raposas subordinadas podem estar presentes, atuando como ajudantes na criação dos filhotes. Alternativamente, sua presença pode ser explicada como sendo uma resposta a excedentes temporários de alimentos,sem relação com o sucesso reprodutivo. As raposas fêmeas não reprodutoras protegem, brincam, cuidam e alimentam filhotes, um exemplo de seleção de parentesco. As raposas-vermelhas podem deixar suas famílias quando atingem a idade adulta se as chances de conquistar um território forem altas. Caso contrário, ficarão com seus pais, ao custo de adiar sua própria reprodução.:140–141

### Comportamento territorial
As raposas-vermelhas estabelecem residências estáveis dentro de áreas específicas, ou são itinerantes e sem residência fixa. A raposa-vermelha é um animal territorial, e tanto o macho quanto a fêmea marcam seu território. Além do odor liberado por suas glândulas anais, que se tornam muito ativas durante a época de reprodução, a urina é muito utilizada para a demarcação do território; a raposa macho levanta uma pata traseira e sua urina é borrifada em sua frente, enquanto uma raposa fêmea se agacha para que a urina seja borrifada no solo entre as patas traseiras. A urina também é usada para marcar esconderijos vazios, usados para armazenar alimentos encontrados, como um lembrete para não perder tempo investigando-os.:125 O uso de até 12 posturas diferentes para urinar permite que eles controlem com precisão a posição da urina marcadora.

### Reprodução e desenvolvimento

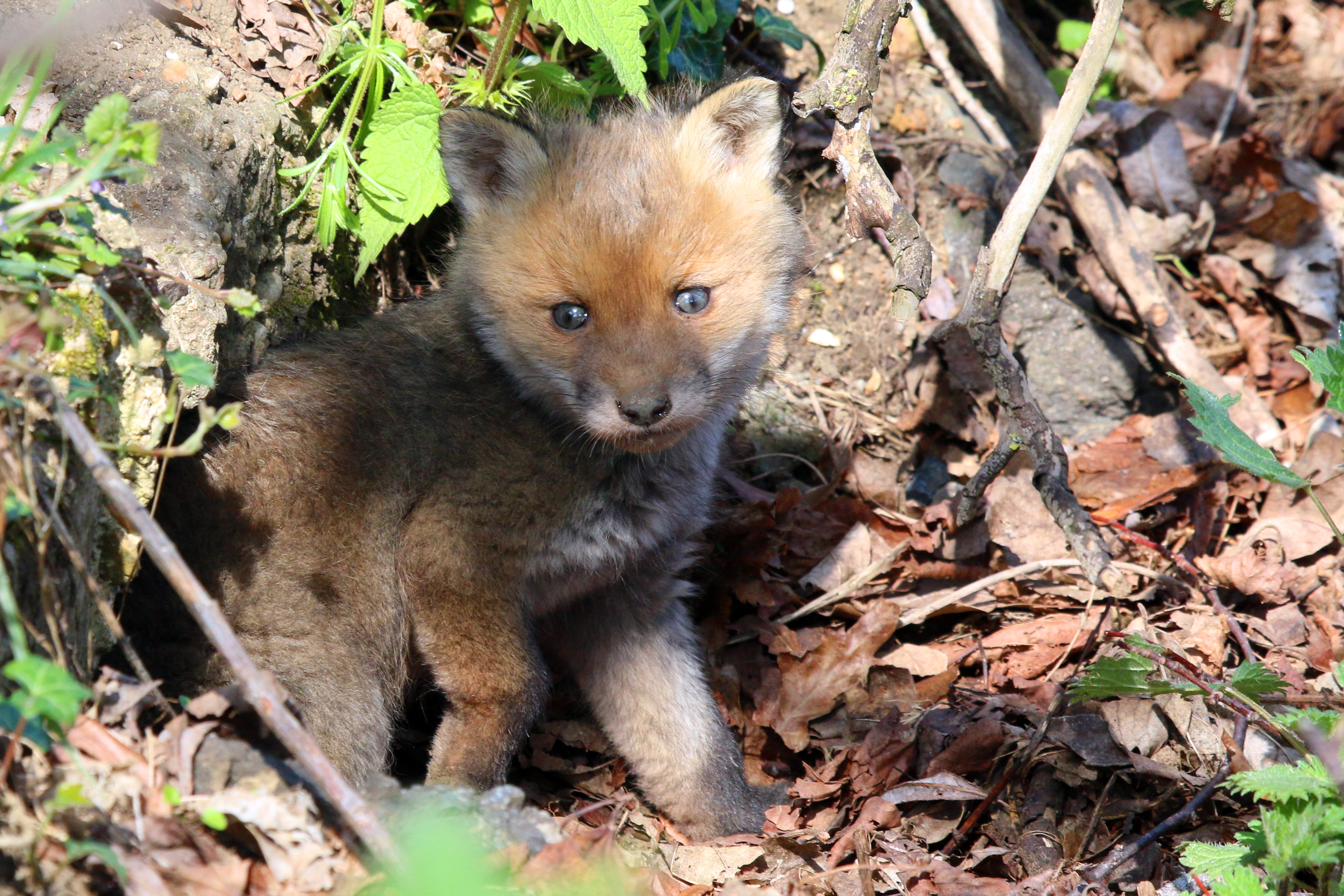
Filhote de raposa-europeia em Oxfordshire

A raposa atinge a maturidade sexual por volta dos dez meses. Machos e fêmeas são geralmente monogâmicos. A época de reprodução ocorre principalmente entre meados de janeiro e fevereiro. À medida que a ovulação se aproxima, o macho segue a fêmea ao longo do dia, aguardando o momento do estro, favorável à fertilização e que dura apenas três dias. Durante o período de fertilização, o volume dos testículos do macho é multiplicado por seis. Nas fêmeas, a vulva se torna rosa e inchada. O casal geralmente acasala várias vezes durante o período de estro da fêmea e a cópula é semelhante à dos cães.
O período de gestação dura 49-58 dias. Embora as raposas sejam em grande parte monogâmicas, evidências de DNA de uma população indicaram altos níveis de poliginia, incesto e de ninhadas de paternidade mista. As raposas subordinadas podem engravidar, mas geralmente não conseguem parir ou têm seus filhotes mortos no pós-parto pela fêmea dominante ou por outros subordinados.

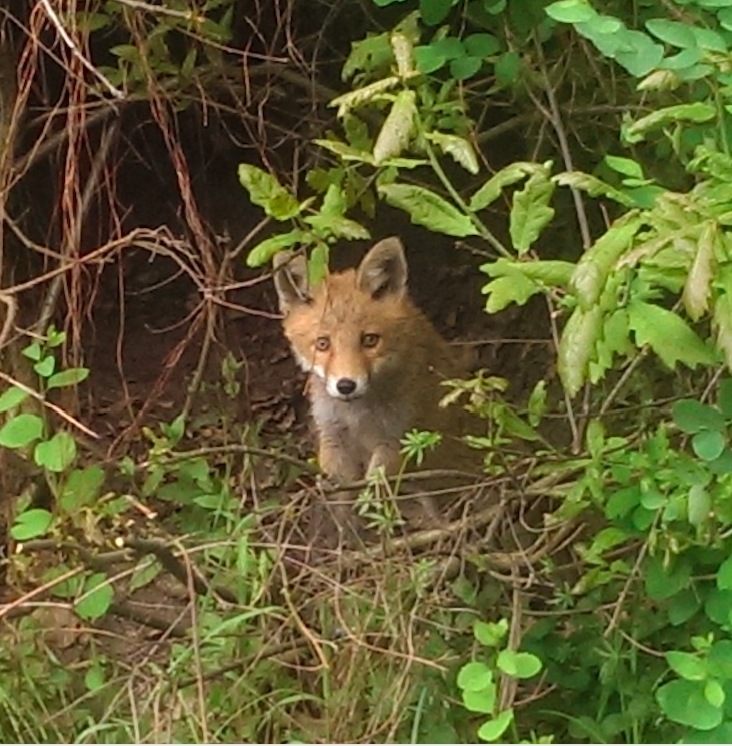
Filhote de raposa-vermelha

O tamanho médio da ninhada consiste de quatro a seis filhotes, embora tenham ocorrido ninhadas de até 13 filhotes. Ninhadas grandes são típicas em áreas onde a mortalidade de raposas é alta.:93 Os filhotes nascem cegos, surdos e desdentados, com pelo castanho escuro. No nascimento, eles pensam 56–110 g e possuem 14,5 cm de comprimento corporal e 7,5 cm de comprimento da cauda. Ao nascer, eles têm pernas curtas, cabeça grande e peito largo. As mães permanecem com os filhotes por 2–3 semanas, pois não conseguem realizar termorregulação. Se a mãe morrer antes que os filhotes sejam independentes, o pai assume como seu provedor.:13 Os olhos dos filhotes abrem após 13-15 dias, período durante o qual seus canais auditivos se abrem e seus dentes superiores irrompem, com os dentes inferiores emergindo 3-4 dias depois. Seus olhos são inicialmente azuis, mas mudam para âmbar com 4–5 semanas. A cor da pelagem começa a mudar com três semanas de idade, quando a listra preta do olho aparece. Em um mês, manchas vermelhas e brancas são aparentes em seus rostos. Durante este tempo, suas orelhas ficam eretas e seus focinhos se alongam. Os filhotes começam a deixar suas tocas e experimentar alimentos sólidos trazidos por seus pais com a idade de 3-4 semanas. O período de lactação dura de 6 a 7 semanas. As raposas atingem proporções adultas na idade de 6–7 meses. Em cativeiro, sua longevidade pode chegar a 15 anos, embora na natureza eles normalmente não sobrevivam depois dos 5 anos de idade.

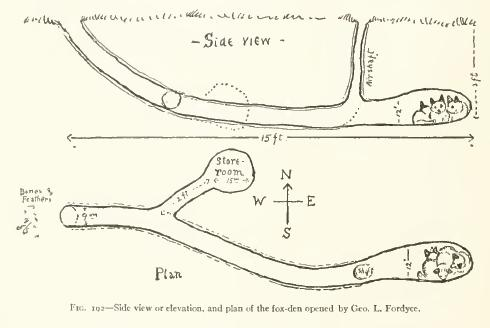
Vista lateral e superior de uma toca de raposa-vermelha

Fora da época de reprodução, a maioria das raposas-vermelhas prefere viver ao ar livre, em áreas com vegetação densa, embora possam entrar em tocas para escapar do mau tempo. Suas tocas são frequentemente cavadas em encostas de colinas ou montanhas, ravinas, penhascos, margens íngremes de corpos d'água, fossos, depressões, calhas, em fendas de rocha e ambientes humanos negligenciados. As raposas-vermelhas preferem cavar suas tocas em solos bem drenados. As covas construídas entre as raízes das árvores podem durar décadas, enquanto as cavadas nas estepes duram apenas vários anos. Eles podem abandonar permanentemente suas tocas durante surtos de sarna, possivelmente como um mecanismo de defesa contra a propagação de doenças.
Nas regiões desérticas da Eurásia, as raposas podem usar tocas de lobos, porcos-espinhos e outros grandes mamíferos, bem como aquelas cavadas por colônias de gerbil. Em comparação com tocas construídas por raposas-do-ártico, texugos, marmotas e raposas-das-estepes, as tocas de raposas-vermelhas não são excessivamente complexas. As tocas da raposa-vermelha são divididas em uma toca e tocas temporárias, que consistem apenas em uma pequena passagem ou caverna para ocultação. A entrada principal da toca leva para baixo (40–45°) e se amplia em um covil, de onde se ramificam numerosos túneis laterais. A profundidade da escavação varia de 0,5 a 2,5 m, raramente se estendendo até lençol freático. A passagem principal pode atingir 17 m de comprimento, tendo uma média de 5–7 m. Na primavera, as raposas vermelhas limpam suas tocas de excesso de solo por meio de movimentos rápidos, primeiro com as patas dianteiras, em seguida, com movimentos de chute com as patas traseiras, jogando o solo descartado a mais de 2 m da toca. Quando os filhotes nascem, o entulho descartado é pisoteado, formando um local onde as crias podem brincar e ser alimentadas. Elas podem compartilhar suas tocas com marmotas ou texugos. Ao contrário dos texugos, que limpam meticulosamente a terra e defecam em latrinas, raposas-vermelhas comumente deixam pedaços de presa em torno de suas tocas.:15–17

## Comunicação

### Linguagem corporal

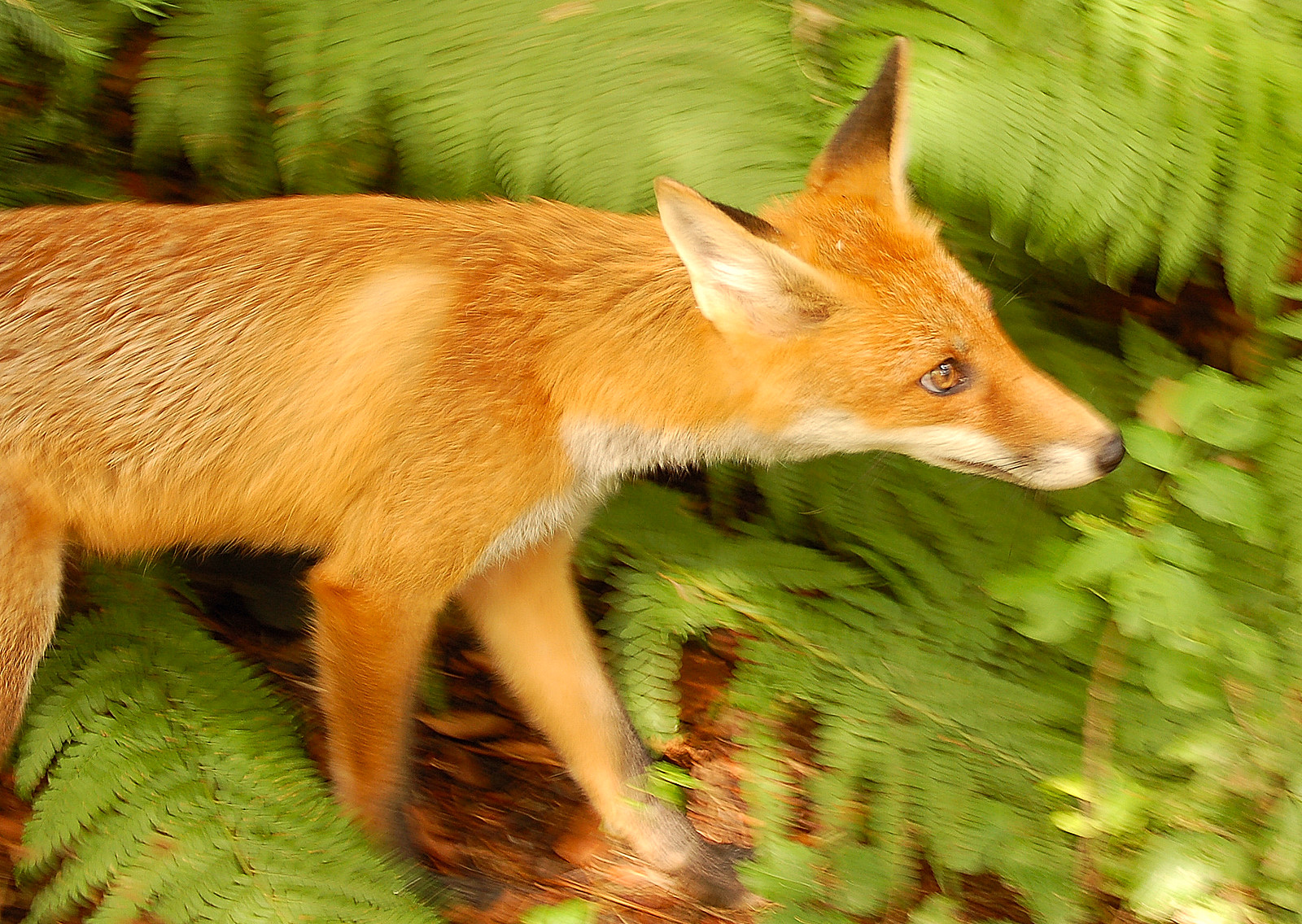
Uma raposa-vermelha-europeia (V. v. crucigera) em uma postura inquisitiva

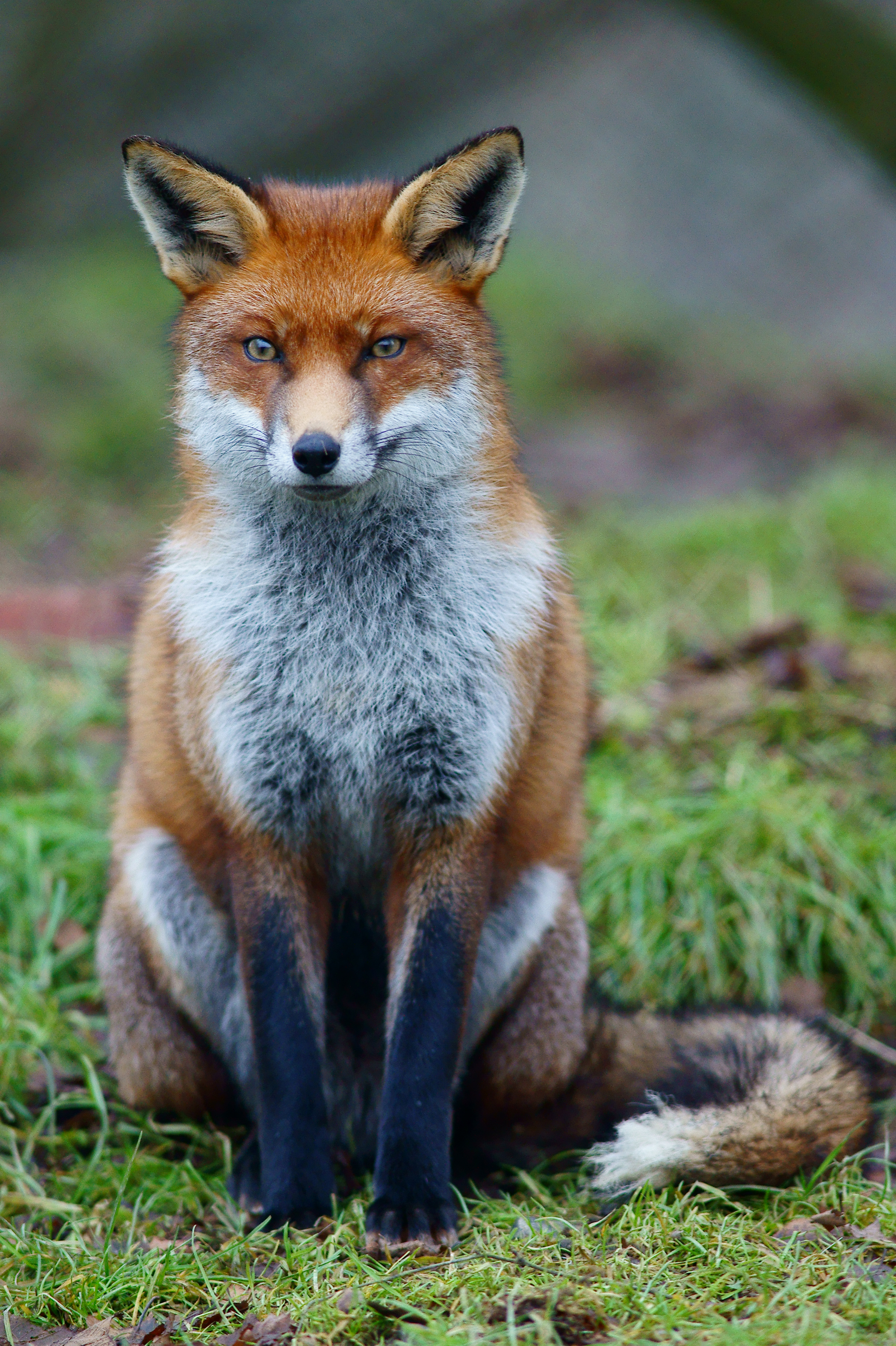
Uma raposa-vermelha-europeia (V. v. crucigera) em uma postura de alerta

A linguagem corporal da raposa-vermelha consiste em movimentos das orelhas, cauda e posturas, com suas marcações corporais enfatizando certos gestos. As posturas podem ser divididas em categorias agressivas/dominantes e medrosas/submissas. Algumas posturas podem combinar as duas categorias.:42–43

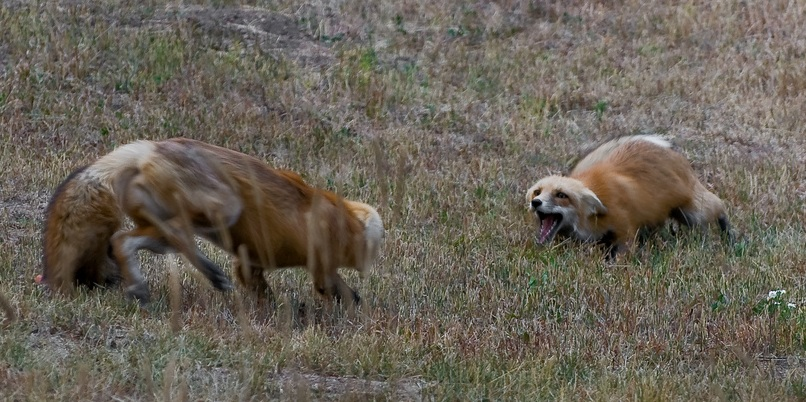
Um par de raposas (V. v. macroura) brigando

Raposas curiosas irão girar e agitar suas orelhas enquanto farejam. Indivíduos brincalhões empinam as orelhas e se erguem nas patas traseiras. Raposas machos cortejando fêmeas, ou depois de expulsar intrusos com sucesso, mexem suas orelhas para fora e levantam suas caudas na posição horizontal, com as pontas levantadas para cima. Quando estão com medo,
Quando apenas expressa submissão a um animal dominante, a postura é semelhante, mas sem arquear as costas ou curvar o corpo. Raposas submissas se aproximarão dos animais dominantes em uma postura baixa, de modo que seus focinhos se erguam em saudação. Quando duas raposas em pares se confrontam por causa da comida, elas se aproximam de lado e empurram os flancos uma da outra, em uma mistura de medo e agressão por meio de caudas chicoteadas e costas arqueadas sem se agachar e puxar as orelhas para trás sem achatá-las contra o crânio. Ao lançar um ataque assertivo, as raposas vermelhas se aproximam diretamente, em vez de para os lados, com suas caudas erguidas e as orelhas giradas para os lados. Durante essas lutas, as raposas vermelhas ficam na parte superior do corpo umas das outras com as patas dianteiras, usando ameaças de boca aberta. Essas brigas geralmente ocorrem apenas entre jovens ou adultos do mesmo sexo.

### Vocalizações
As raposas vermelhas têm um amplo alcance vocal e produzem sons diferentes que abrangem cinco oitavas, que se combinam entre si.:28 Análises recentes identificam 12 sons diferentes produzidos por adultos e 8 por juvenis. A maioria dos sons pode ser dividida em chamadas de "contato" e "interação". As primeiras variam de acordo com a distância entre os indivíduos, enquanto as últimas variam de acordo com o nível de agressão.:28
- Chamadas de contato: A chamada de contato mais comumente ouvida é um latido de três a cinco sílabas, que muitas vezes é feito por duas raposas que se aproximam. Esta chamada é ouvida com mais frequência de dezembro a fevereiro (quando podem ser confundidas com as chamadas territoriais de alucos). A chamada varia de acordo com o indivíduo; raposas em cativeiro foram gravadas para atender chamadas pré-gravadas de seus companheiros de cativeiro, mas não de estranhos. Os filhotes começam a emitir a chamada aos 19 dias, quando precisam de atenção. Quando as raposas vermelhas se aproximam, emitem gorjeios de saudação trissilábicos semelhantes ao cacarejo de galinhas. Os adultos cumprimentam seus filhotes com ruídos roucos e bufantes.[12]:28
- Chamadas de interação: Quando se cumprimentam, as raposas vermelhas emitem gemidos agudos, especialmente animais submissos. Uma raposa submissa abordada por um animal dominante emitirá um grito agudo semelhante a uma sirene. Durante encontros agressivos com co-específicos, eles emitem um som gutural, semelhante a uma matraca, chamado de "gekkering". Gekkering ocorre principalmente durante a temporada de namoro de machos ou raposas que rejeitam avanços.[12]:28

Outra chamada que não se encaixa nas duas categorias é um som longo, prolongado e monossilábico de "waaaaah". Como é comumente ouvido durante a época de reprodução, acredita-se que seja emitido por raposas invocando machos. Quando o perigo é detectado, as raposas emitem um latido monossilábico. De perto, é uma tosse abafada, enquanto a longas distâncias é mais aguda. Filhotes fazem gemidos estridentes ao mamar, essas chamadas sendo especialmente altas quando eles estão insatisfeitos.:28

## Ecologia

### Dieta, caça e comportamento alimentar

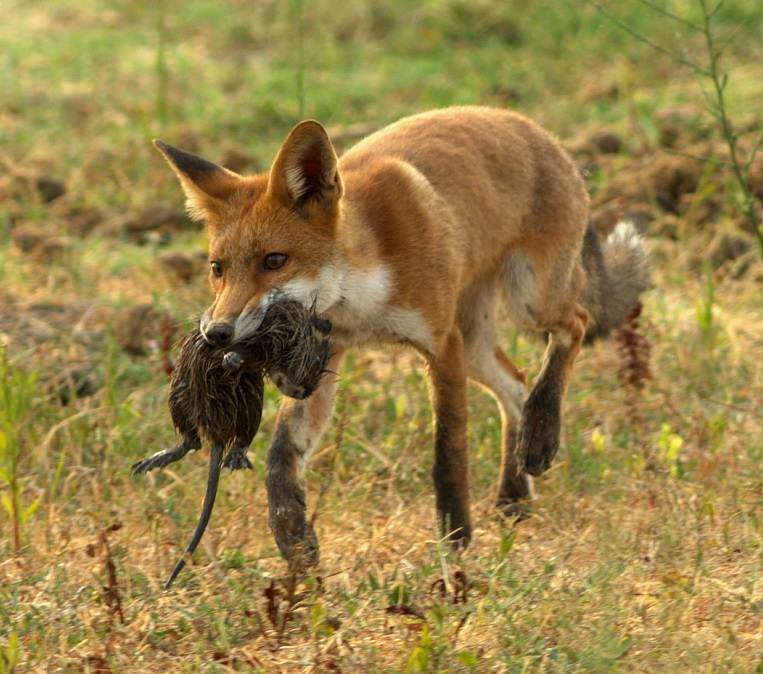
Raposa-vermelha com nútria (Myocastor coypus)

As raposas vermelhas são onívoras com uma dieta altamente variada. Pesquisas conduzidas na ex-União Soviética mostraram raposas vermelhas consumindo mais de 300 espécies de animais e algumas dezenas de espécies de plantas. Elas se alimentam principalmente de pequenos roedores como ratazanas, ratos, esquilos, hamsters, gerbils, marmotas, Geomyidae e Peromyscus. As espécies de presas secundárias incluem pássaros (predominantemente passeriformes, galliformes e aves aquáticas), Leporidae, ouriços, guaxinins, gambás, répteis, insetos, outros invertebrados, mamíferos marinhos, peixes e equinodermas. Em ocasiões muito raras, as raposas podem atacar pequenos ungulados. Eles normalmente têm como alvo mamíferos até cerca de 3,5 kg, e elas necessitam de 500 g de alimento diariamente. As raposas vermelhas comem facilmente plantas e, em algumas áreas, as frutas podem chegar a 100% de sua dieta no outono. Frutas comumente consumidas incluem mirtilos, amoras, framboesas, cerejas, caquis, maçãs, ameixas e uvas. Outros materiais vegetais incluem gramíneas, carriços e tubérculos.
Embora o consenso popular seja que olfato é muito importante para a caça, dois estudos que investigaram experimentalmente o papel das pistas olfativas, auditivas e visuais descobriram que as pistas visuais são as mais importantes para as raposas-vermelhas.
As raposas-vermelhas preferem caçar nas primeiras horas da manhã (antes do nascer do sol) e tarde da noite. Embora normalmente se alimentem sozinhas, elas podem se agregar em ambientes ricos em recursos.

### Relação com outras espécies

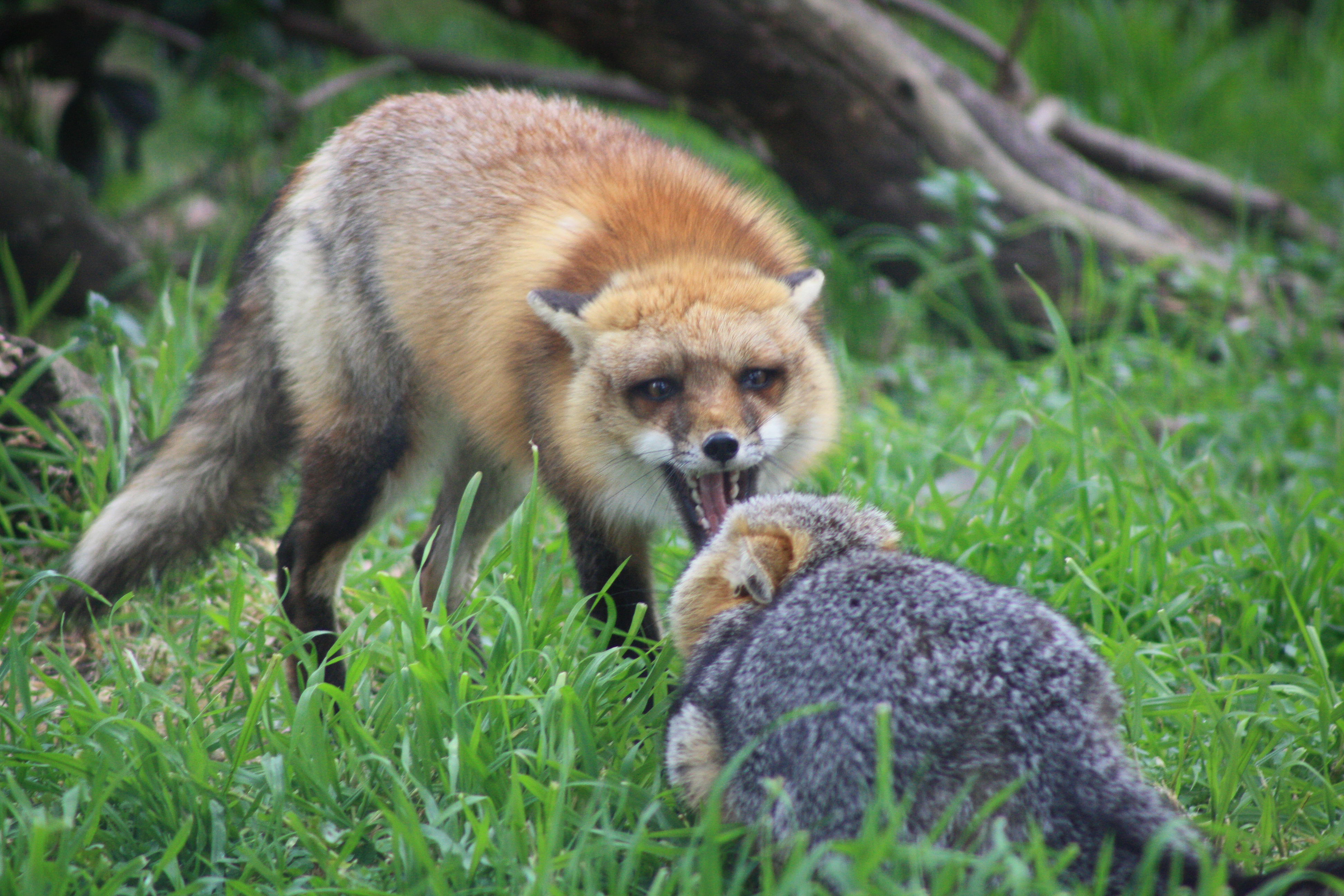
Raposa-vermelha confrontando uma raposa-cinzenta

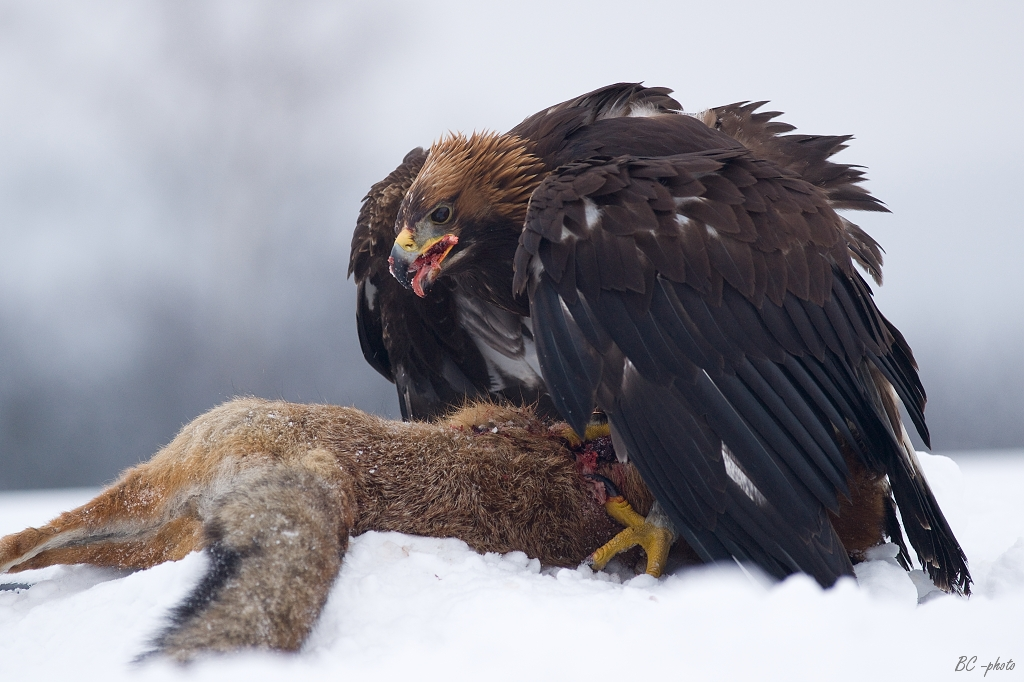
Águia-dourada se alimentando de uma raposa-vermelha

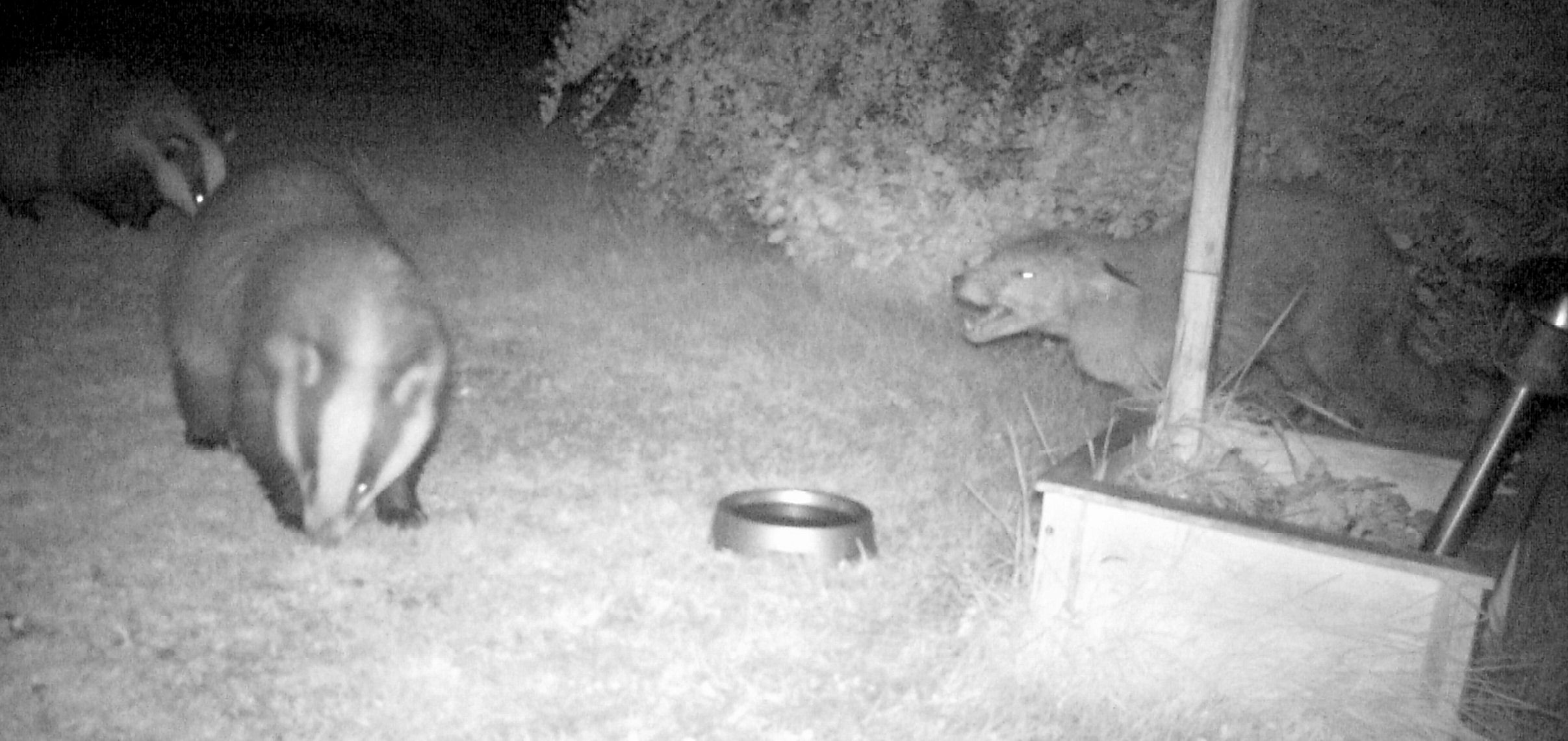
Raposa-vermelha desafiando dois texugos

#### Competição
As raposas-vermelhas são geralmente dominantes sobre outras espécies de raposa. A raposa-do-ártico, por exemplo, raramente encontra a raposa-vermelha porque vive mais ao norte, onde a comida é escassa para a última. Ocupando um nicho ecológico idêntico, a presença da raposa-vermelha certamente explica a ausência da raposa-do-ártico em áreas mais ao sul. Esta teoria é consolidada pelo caso das raposas introduzidas no arquipélago de Alexandre a partir das Ilhas Aleutas durante as décadas de 1830–1930 para o comércio de peles. Espécimes de ambas as espécies foram introduzidos na região, e a raposa-vermelha sistematicamente caça e domina a raposa-do-ártico em seu território. Nos raros lugares onde vivem juntos, a raposa-do-ártico, menor e menos agressiva, consegue evitar a competição alimentando-se de lemingues em vez de ratazanas. Quando há a oportunidade, cada uma dessas espécies mata os filhotes da outra.
Em regiões como a América do Norte, é conhecido o antagonismo entre raposas e coiotes. Estes que geralmente são predadores maiores, tendem a dominar e a sistematicamente eliminar raposas sempre que a oportunidade surge. Em diversas regiões da Europa e Ásia, também se conhece casos de competição com chacais onde nos quais é conhecida uma certa ambiguidade de supremacia de ambas as espécies mas uma certa dominância da raposa é evidente, mesmo que o canídeo maior seja capaz de eliminar uma raposa com 1/3 de seu porte com facilidade.
Os encontros entre essas duas espécies estão se tornando um pouco menos raros, com a raposa-vermelha aproveitando o aquecimento global para se estabelecer mais ao norte. As raposas-vermelhas também competem com as raposas-das-estepes, ganhando vantagem porque são mais fortes e mais bem adaptadas para capturar grandes roedores. A raposa-das-estepes só se beneficia em ambientes semidesérticos e estepes. Em Israel, a raposa-afegã vive apenas em áreas rochosas íngremes e evita planícies onde competiria com a raposa-vermelha. A raposa-vermelha também domina sobre a raposa-anã e a raposa-veloz. As raposas-cinzentas são uma exceção entre as espécies de raposas, uma vez que têm a vantagem sobre a raposa vermelha. Historicamente, essas duas espécies se encontravam muito raramente, uma vez que as raposas-cinzentas preferem áreas densamente florestadas ou semi-áridas ao habitat aberto e mésico favorecido pela raposa-vermelha. No entanto, as interações são agora mais frequentes devido ao desmatamento, que permite que a raposa-vermelha colonize áreas habitadas tradicionalmente por raposas-cinzentas.

#### Predadores

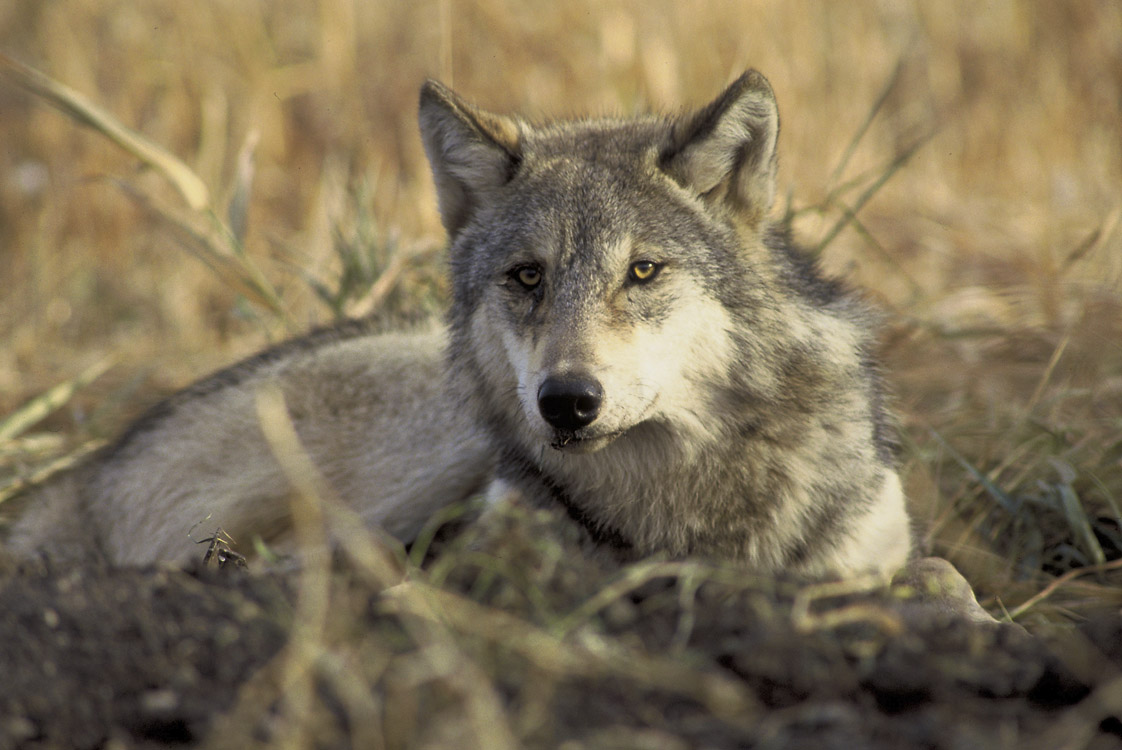
Na maior parte dos ambientes onde se encontram, o lobo-cinzento costuma emergir como o maior predador da raposa-vermelha.

Além dos humanos, os principais predadores da raposa-vermelha são, dependendo das áreas de distribuição que compartilham, lobos, linces, águias-douradas e bufos-reais. Esses predadores atacam quase exclusivamente filhotes de raposa, mas seu impacto às vezes pode ser significativo, como nas Terras Altas da Escócia, onde a águia-real ataca muitas vezes ninhadas. Mais ocasionalmente, os filhotes de raposa podem ser vítimas de um texugo ou de uma raposa adulta. Na cidade, o perigo vem principalmente de cães e gatos domésticos, que atacam os mais pequenos.

#### Doenças e parasitas

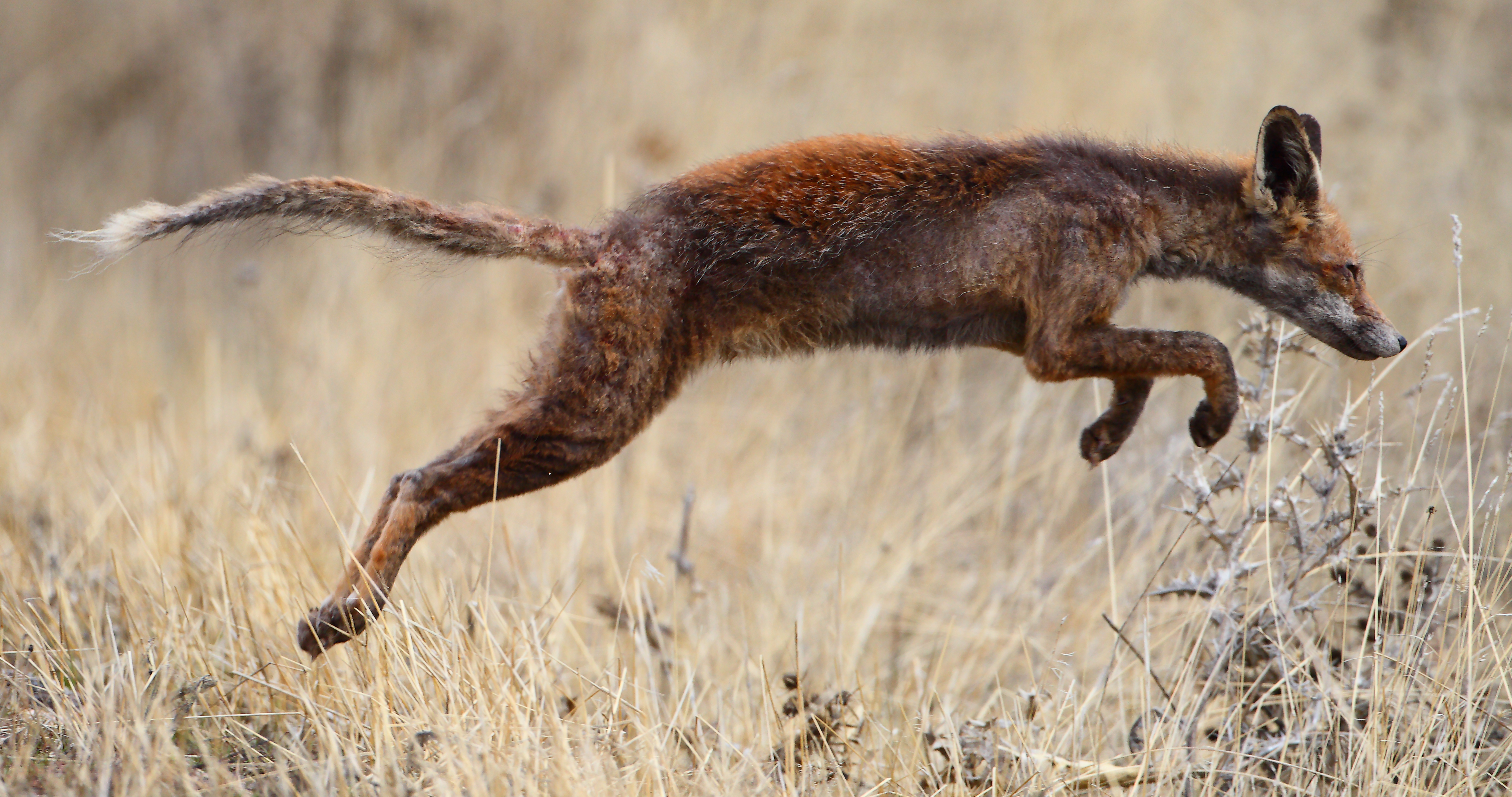
Uma raposa-vermelha-europeia (V. v. crucigera) com sarna

A raposa-vermelha é o principal vetor de raiva na Europa, assim como no noroeste ártico e subártico americano. Em Londres, há muitos casos de artrite em raposas, principalmente na coluna. Raposas podem se infectar com leptospirose e tularemia, embora não sejam tão suscetíveis à última. A listeriose e espiroquetose, bem como podem atuar como um vetor na disseminação de erisipela, brucelose e encefalite transmitida por carrapatos.
As raposas não são facilmente suscetíveis à infestação de pulgas. Espécies como Spilopsyllus cuniculi são provavelmente adquiridas a partir de algumas presas que ela consome, enquanto que outras como Archaeopsylla erinacei são adquiridas durante sua movimentação. Pulgas que parasitam raposas-vermelhas incluem Pulex irritans, Ctenocephalides canis e Paraceras melis. Carrapatos como Ixodes ricinus e I. hexagonus não são incomuns na espécie, e são tipicamente encontrados em raposas lactantes e filhotes. O piolho Trichodectes vulpis especificamente atinge raposas-vermelhas, mas é encontrado em pouca frequência. O ácaro Sarcoptes scabiei é a principal causa de sarna em raposas-vermelhas, causando extensa queda de pelo. Nos estágios finais da doença, elas podem perder a maior parte de seu pelo, 50% do peso corporal, e podem roer as extremidades infectadas.  Na fase epizoótica da doença, as raposas-vermelhas geralmente levam quatro meses para morrer após a infecção. Outros endoparasitas incluem Demodex folliculorum, Notoderes, Otodectes cynotis (que é geralmente encontrado no canal auditivo), Linguatula serrata ( que infecta as passagens nasais) e micoses.
Até 60 espécies de helmitos são conhecidas por infectar raposas em cativeiro, enquanto 20 são conhecidas na natureza. Muitas espécies de Coccidia do gênero Isospora e Eimeria são conhecidas por infecta-las. As espécies de nematodas encontradas no intestino de raposas são Toxocara canis e Uncinaria stenocephala, Capillaria aerophila e Crenosoma vulpis; as duas últimas infectam os pulmões. Capillaria plica infecta a bexiga. Trichinella spiralis raramente as afeta. A espécie mais comum de tênia são Taenia spiralis e T. pisiformis. Outras incluem Echinococcus granulosus e E. multilocularis. Onze trematódeos espécies infectam raposas-vermelhas, incluindo Metorchis conjunctus.

## Distribuição e habitat
A raposa-vermelha possui a mais ampla distribuição geográfica entre os membros selvagens da ordem Carnivora, cobrindo quase 70 milhões de km2. É distribuída por quase todo o hemisfério norte, do Círculo Ártico ao sul da América do Norte, Europa, Norte da África, estepes asiáticas, Índia e Japão. Está presente na maior parte da Europa e Ásia, da Irlanda ao Estreito de Bering e na costa vietnamita. Também é encontrada na África, ao norte do Deserto do Saara, bem como na Península Arábica. Está ausente na Islândia, na ilha de Creta e em Hébridas, nas ilhas árticas, nas partes mais setentrionais da Sibéria central e em desertos extremos. São geralmente consideradas extintas na Coreia do Sul. Na Nova Zelândia é classificada como um "novo organismo proibido" sob a Lei de Substâncias Perigosas e Novos Organismos de 1996, que não permite a importação.

### Austrália
Na Austrália, as estimativas de 2012 indicam que há mais de 7,2 milhões de raposas-vermelhas, com uma extensão que se estende por quase todo o continente.:14 A raposa-vermelha foi introduzida na Austrália por colonos em 1830 para o estabelecimento do esporte tradicional inglês de caça à raposa. Uma população permanente de raposas-vermelhas não foi estabelecida na ilha da Tasmânia, e é amplamente sustentado que foram derrotadas pelo diabo-da-tasmânia. No continente, entretanto, a espécie se tornou um superpredador muito bem-sucedido e tornou-se uma das espécies mais invasivas do continente. A raposa-vermelha está relacionada à extinção e declínio de várias espécies nativas australianas, particularmente aquelas da família Potoroidae, incluindo o rato-canguru do deserto. A disseminação de raposas-vermelhas na parte sul do continente coincidiu com a disseminação de coelhos na Austrália, e corresponde a declínios na distribuição de vários mamíferos terrestres de tamanho médio, incluindo numbats e quokkas. A maioria dessas espécies está agora limitada a áreas onde as raposas-vermelhas estão ausentes ou são raras, como ilhas.

## Evolução

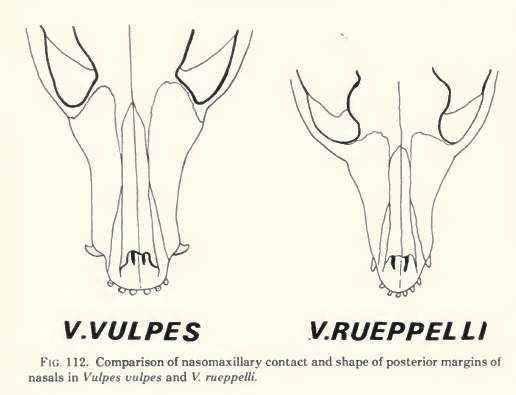
Ilustração comparativa de crânios de raposa-vermelha (esquerda) e raposa-de-rueppell (direita): observe a área facial mais desenvolvida da primeira.

A raposa-vermelha é considerada uma forma mais especializada de Vulpes que a raposa-afegã, a raposa-das-estepes e a raposa-de-bengala na direção do tamanho e adaptação à carnivoria; o crânio apresenta menos traços neotênicos que em outras espécies, e sua área facial é mais desenvolvida. No entanto, ela não é tão adaptada à dieta carnívora como a raposa-do-himalaia.
|  | Vulpes lagopus  |
|  |                 |
|  | Vulpes macrotis |
|  |                 |

|  | Vulpes corsac                                                            |
|  |                                                                          |
|  | \| \| Vulpes rueppellii \| \| \| \| \| \| Vulpes vulpes [36] \| \| \| \| |
|  |                                                                          |
|  | Vulpes rueppellii                                                        |
|  |                                                                          |
|  | Vulpes vulpes                                                            |
|  |                                                                          |

|  | Vulpes rueppellii |
|  |                   |
|  | Vulpes vulpes     |
|  |                   |

|  | Vulpes lagopus  |
|  |                 |
|  | Vulpes macrotis |
|  |                 |

|  | Vulpes corsac                                                            |
|  |                                                                          |
|  | \| \| Vulpes rueppellii \| \| \| \| \| \| Vulpes vulpes [36] \| \| \| \| |
|  |                                                                          |
|  | Vulpes rueppellii                                                        |
|  |                                                                          |
|  | Vulpes vulpes                                                            |
|  |                                                                          |

|  | Vulpes rueppellii |
|  |                   |
|  | Vulpes vulpes     |
|  |                   |

|  | Vulpes lagopus  |
|  |                 |
|  | Vulpes macrotis |
|  |                 |

|  | Vulpes corsac                                                            |
|  |                                                                          |
|  | \| \| Vulpes rueppellii \| \| \| \| \| \| Vulpes vulpes [36] \| \| \| \| |
|  |                                                                          |
|  | Vulpes rueppellii                                                        |
|  |                                                                          |
|  | Vulpes vulpes                                                            |
|  |                                                                          |

|  | Vulpes rueppellii |
|  |                   |
|  | Vulpes vulpes     |
|  |                   |

|  | Vulpes lagopus  |
|  |                 |
|  | Vulpes macrotis |
|  |                 |

|  | Vulpes corsac                                                            |
|  |                                                                          |
|  | \| \| Vulpes rueppellii \| \| \| \| \| \| Vulpes vulpes [36] \| \| \| \| |
|  |                                                                          |
|  | Vulpes rueppellii                                                        |
|  |                                                                          |
|  | Vulpes vulpes                                                            |
|  |                                                                          |

|  | Vulpes rueppellii |
|  |                   |
|  | Vulpes vulpes     |
|  |                   |

|  | Vulpes cana  |
|  |              |
|  | Vulpes zerda |
|  |              |

|  | Vulpes lagopus  |
|  |                 |
|  | Vulpes macrotis |
|  |                 |

|  | Vulpes corsac                                                            |
|  |                                                                          |
|  | \| \| Vulpes rueppellii \| \| \| \| \| \| Vulpes vulpes [36] \| \| \| \| |
|  |                                                                          |
|  | Vulpes rueppellii                                                        |
|  |                                                                          |
|  | Vulpes vulpes                                                            |
|  |                                                                          |

|  | Vulpes rueppellii |
|  |                   |
|  | Vulpes vulpes     |
|  |                   |

|  | Vulpes lagopus  |
|  |                 |
|  | Vulpes macrotis |
|  |                 |

|  | Vulpes corsac                                                            |
|  |                                                                          |
|  | \| \| Vulpes rueppellii \| \| \| \| \| \| Vulpes vulpes [36] \| \| \| \| |
|  |                                                                          |
|  | Vulpes rueppellii                                                        |
|  |                                                                          |
|  | Vulpes vulpes                                                            |
|  |                                                                          |

|  | Vulpes rueppellii |
|  |                   |
|  | Vulpes vulpes     |
|  |                   |

|  | Vulpes lagopus  |
|  |                 |
|  | Vulpes macrotis |
|  |                 |

|  | Vulpes corsac                                                            |
|  |                                                                          |
|  | \| \| Vulpes rueppellii \| \| \| \| \| \| Vulpes vulpes [36] \| \| \| \| |
|  |                                                                          |
|  | Vulpes rueppellii                                                        |
|  |                                                                          |
|  | Vulpes vulpes                                                            |
|  |                                                                          |

|  | Vulpes rueppellii |
|  |                   |
|  | Vulpes vulpes     |
|  |                   |

|  | Vulpes lagopus  |
|  |                 |
|  | Vulpes macrotis |
|  |                 |

|  | Vulpes corsac                                                            |
|  |                                                                          |
|  | \| \| Vulpes rueppellii \| \| \| \| \| \| Vulpes vulpes [36] \| \| \| \| |
|  |                                                                          |
|  | Vulpes rueppellii                                                        |
|  |                                                                          |
|  | Vulpes vulpes                                                            |
|  |                                                                          |

|  | Vulpes rueppellii |
|  |                   |
|  | Vulpes vulpes     |
|  |                   |

|  | Vulpes cana  |
|  |              |
|  | Vulpes zerda |
|  |              |

|  | Vulpes lagopus  |
|  |                 |
|  | Vulpes macrotis |
|  |                 |

|  | Vulpes corsac                                                            |
|  |                                                                          |
|  | \| \| Vulpes rueppellii \| \| \| \| \| \| Vulpes vulpes [36] \| \| \| \| |
|  |                                                                          |
|  | Vulpes rueppellii                                                        |
|  |                                                                          |
|  | Vulpes vulpes                                                            |
|  |                                                                          |

|  | Vulpes rueppellii |
|  |                   |
|  | Vulpes vulpes     |
|  |                   |

|  | Vulpes lagopus  |
|  |                 |
|  | Vulpes macrotis |
|  |                 |

|  | Vulpes corsac                                                            |
|  |                                                                          |
|  | \| \| Vulpes rueppellii \| \| \| \| \| \| Vulpes vulpes [36] \| \| \| \| |
|  |                                                                          |
|  | Vulpes rueppellii                                                        |
|  |                                                                          |
|  | Vulpes vulpes                                                            |
|  |                                                                          |

|  | Vulpes rueppellii |
|  |                   |
|  | Vulpes vulpes     |
|  |                   |

|  | Vulpes lagopus  |
|  |                 |
|  | Vulpes macrotis |
|  |                 |

|  | Vulpes corsac                                                            |
|  |                                                                          |
|  | \| \| Vulpes rueppellii \| \| \| \| \| \| Vulpes vulpes [36] \| \| \| \| |
|  |                                                                          |
|  | Vulpes rueppellii                                                        |
|  |                                                                          |
|  | Vulpes vulpes                                                            |
|  |                                                                          |

|  | Vulpes rueppellii |
|  |                   |
|  | Vulpes vulpes     |
|  |                   |

|  | Vulpes lagopus  |
|  |                 |
|  | Vulpes macrotis |
|  |                 |

|  | Vulpes corsac                                                            |
|  |                                                                          |
|  | \| \| Vulpes rueppellii \| \| \| \| \| \| Vulpes vulpes [36] \| \| \| \| |
|  |                                                                          |
|  | Vulpes rueppellii                                                        |
|  |                                                                          |
|  | Vulpes vulpes                                                            |
|  |                                                                          |

|  | Vulpes rueppellii |
|  |                   |
|  | Vulpes vulpes     |
|  |                   |

|  | Vulpes cana  |
|  |              |
|  | Vulpes zerda |
|  |              |

|  | Vulpes lagopus  |
|  |                 |
|  | Vulpes macrotis |
|  |                 |

|  | Vulpes corsac                                                            |
|  |                                                                          |
|  | \| \| Vulpes rueppellii \| \| \| \| \| \| Vulpes vulpes [36] \| \| \| \| |
|  |                                                                          |
|  | Vulpes rueppellii                                                        |
|  |                                                                          |
|  | Vulpes vulpes                                                            |
|  |                                                                          |

|  | Vulpes rueppellii |
|  |                   |
|  | Vulpes vulpes     |
|  |                   |

|  | Vulpes lagopus  |
|  |                 |
|  | Vulpes macrotis |
|  |                 |

|  | Vulpes corsac                                                            |
|  |                                                                          |
|  | \| \| Vulpes rueppellii \| \| \| \| \| \| Vulpes vulpes [36] \| \| \| \| |
|  |                                                                          |
|  | Vulpes rueppellii                                                        |
|  |                                                                          |
|  | Vulpes vulpes                                                            |
|  |                                                                          |

|  | Vulpes rueppellii |
|  |                   |
|  | Vulpes vulpes     |
|  |                   |

|  | Vulpes lagopus  |
|  |                 |
|  | Vulpes macrotis |
|  |                 |

|  | Vulpes corsac                                                            |
|  |                                                                          |
|  | \| \| Vulpes rueppellii \| \| \| \| \| \| Vulpes vulpes [36] \| \| \| \| |
|  |                                                                          |
|  | Vulpes rueppellii                                                        |
|  |                                                                          |
|  | Vulpes vulpes                                                            |
|  |                                                                          |

|  | Vulpes rueppellii |
|  |                   |
|  | Vulpes vulpes     |
|  |                   |

|  | Vulpes lagopus  |
|  |                 |
|  | Vulpes macrotis |
|  |                 |

|  | Vulpes corsac                                                            |
|  |                                                                          |
|  | \| \| Vulpes rueppellii \| \| \| \| \| \| Vulpes vulpes [36] \| \| \| \| |
|  |                                                                          |
|  | Vulpes rueppellii                                                        |
|  |                                                                          |
|  | Vulpes vulpes                                                            |
|  |                                                                          |

|  | Vulpes rueppellii |
|  |                   |
|  | Vulpes vulpes     |
|  |                   |

|  | Vulpes cana  |
|  |              |
|  | Vulpes zerda |
|  |              |

|  | Otocyon megalotis |
|  |                   |

|  | Vulpes lagopus  |
|  |                 |
|  | Vulpes macrotis |
|  |                 |

|  | Vulpes corsac                                                            |
|  |                                                                          |
|  | \| \| Vulpes rueppellii \| \| \| \| \| \| Vulpes vulpes [36] \| \| \| \| |
|  |                                                                          |
|  | Vulpes rueppellii                                                        |
|  |                                                                          |
|  | Vulpes vulpes                                                            |
|  |                                                                          |

|  | Vulpes rueppellii |
|  |                   |
|  | Vulpes vulpes     |
|  |                   |

|  | Vulpes lagopus  |
|  |                 |
|  | Vulpes macrotis |
|  |                 |

|  | Vulpes corsac                                                            |
|  |                                                                          |
|  | \| \| Vulpes rueppellii \| \| \| \| \| \| Vulpes vulpes [36] \| \| \| \| |
|  |                                                                          |
|  | Vulpes rueppellii                                                        |
|  |                                                                          |
|  | Vulpes vulpes                                                            |
|  |                                                                          |

|  | Vulpes rueppellii |
|  |                   |
|  | Vulpes vulpes     |
|  |                   |

|  | Vulpes lagopus  |
|  |                 |
|  | Vulpes macrotis |
|  |                 |

|  | Vulpes corsac                                                            |
|  |                                                                          |
|  | \| \| Vulpes rueppellii \| \| \| \| \| \| Vulpes vulpes [36] \| \| \| \| |
|  |                                                                          |
|  | Vulpes rueppellii                                                        |
|  |                                                                          |
|  | Vulpes vulpes                                                            |
|  |                                                                          |

|  | Vulpes rueppellii |
|  |                   |
|  | Vulpes vulpes     |
|  |                   |

|  | Vulpes lagopus  |
|  |                 |
|  | Vulpes macrotis |
|  |                 |

|  | Vulpes corsac                                                            |
|  |                                                                          |
|  | \| \| Vulpes rueppellii \| \| \| \| \| \| Vulpes vulpes [36] \| \| \| \| |
|  |                                                                          |
|  | Vulpes rueppellii                                                        |
|  |                                                                          |
|  | Vulpes vulpes                                                            |
|  |                                                                          |

|  | Vulpes rueppellii |
|  |                   |
|  | Vulpes vulpes     |
|  |                   |

|  | Vulpes cana  |
|  |              |
|  | Vulpes zerda |
|  |              |

|  | Vulpes lagopus  |
|  |                 |
|  | Vulpes macrotis |
|  |                 |

|  | Vulpes corsac                                                            |
|  |                                                                          |
|  | \| \| Vulpes rueppellii \| \| \| \| \| \| Vulpes vulpes [36] \| \| \| \| |
|  |                                                                          |
|  | Vulpes rueppellii                                                        |
|  |                                                                          |
|  | Vulpes vulpes                                                            |
|  |                                                                          |

|  | Vulpes rueppellii |
|  |                   |
|  | Vulpes vulpes     |
|  |                   |

|  | Vulpes lagopus  |
|  |                 |
|  | Vulpes macrotis |
|  |                 |

|  | Vulpes corsac                                                            |
|  |                                                                          |
|  | \| \| Vulpes rueppellii \| \| \| \| \| \| Vulpes vulpes [36] \| \| \| \| |
|  |                                                                          |
|  | Vulpes rueppellii                                                        |
|  |                                                                          |
|  | Vulpes vulpes                                                            |
|  |                                                                          |

|  | Vulpes rueppellii |
|  |                   |
|  | Vulpes vulpes     |
|  |                   |

|  | Vulpes lagopus  |
|  |                 |
|  | Vulpes macrotis |
|  |                 |

|  | Vulpes corsac                                                            |
|  |                                                                          |
|  | \| \| Vulpes rueppellii \| \| \| \| \| \| Vulpes vulpes [36] \| \| \| \| |
|  |                                                                          |
|  | Vulpes rueppellii                                                        |
|  |                                                                          |
|  | Vulpes vulpes                                                            |
|  |                                                                          |

|  | Vulpes rueppellii |
|  |                   |
|  | Vulpes vulpes     |
|  |                   |

|  | Vulpes lagopus  |
|  |                 |
|  | Vulpes macrotis |
|  |                 |

|  | Vulpes corsac                                                            |
|  |                                                                          |
|  | \| \| Vulpes rueppellii \| \| \| \| \| \| Vulpes vulpes [36] \| \| \| \| |
|  |                                                                          |
|  | Vulpes rueppellii                                                        |
|  |                                                                          |
|  | Vulpes vulpes                                                            |
|  |                                                                          |

|  | Vulpes rueppellii |
|  |                   |
|  | Vulpes vulpes     |
|  |                   |

|  | Vulpes cana  |
|  |              |
|  | Vulpes zerda |
|  |              |

|  | Vulpes lagopus  |
|  |                 |
|  | Vulpes macrotis |
|  |                 |

|  | Vulpes corsac                                                            |
|  |                                                                          |
|  | \| \| Vulpes rueppellii \| \| \| \| \| \| Vulpes vulpes [36] \| \| \| \| |
|  |                                                                          |
|  | Vulpes rueppellii                                                        |
|  |                                                                          |
|  | Vulpes vulpes                                                            |
|  |                                                                          |

|  | Vulpes rueppellii |
|  |                   |
|  | Vulpes vulpes     |
|  |                   |

|  | Vulpes lagopus  |
|  |                 |
|  | Vulpes macrotis |
|  |                 |

|  | Vulpes corsac                                                            |
|  |                                                                          |
|  | \| \| Vulpes rueppellii \| \| \| \| \| \| Vulpes vulpes [36] \| \| \| \| |
|  |                                                                          |
|  | Vulpes rueppellii                                                        |
|  |                                                                          |
|  | Vulpes vulpes                                                            |
|  |                                                                          |

|  | Vulpes rueppellii |
|  |                   |
|  | Vulpes vulpes     |
|  |                   |

|  | Vulpes lagopus  |
|  |                 |
|  | Vulpes macrotis |
|  |                 |

|  | Vulpes corsac                                                            |
|  |                                                                          |
|  | \| \| Vulpes rueppellii \| \| \| \| \| \| Vulpes vulpes [36] \| \| \| \| |
|  |                                                                          |
|  | Vulpes rueppellii                                                        |
|  |                                                                          |
|  | Vulpes vulpes                                                            |
|  |                                                                          |

|  | Vulpes rueppellii |
|  |                   |
|  | Vulpes vulpes     |
|  |                   |

|  | Vulpes lagopus  |
|  |                 |
|  | Vulpes macrotis |
|  |                 |

|  | Vulpes corsac                                                            |
|  |                                                                          |
|  | \| \| Vulpes rueppellii \| \| \| \| \| \| Vulpes vulpes [36] \| \| \| \| |
|  |                                                                          |
|  | Vulpes rueppellii                                                        |
|  |                                                                          |
|  | Vulpes vulpes                                                            |
|  |                                                                          |

|  | Vulpes rueppellii |
|  |                   |
|  | Vulpes vulpes     |
|  |                   |

|  | Vulpes cana  |
|  |              |
|  | Vulpes zerda |
|  |              |

|  | Vulpes lagopus  |
|  |                 |
|  | Vulpes macrotis |
|  |                 |

|  | Vulpes corsac                                                            |
|  |                                                                          |
|  | \| \| Vulpes rueppellii \| \| \| \| \| \| Vulpes vulpes [36] \| \| \| \| |
|  |                                                                          |
|  | Vulpes rueppellii                                                        |
|  |                                                                          |
|  | Vulpes vulpes                                                            |
|  |                                                                          |

|  | Vulpes rueppellii |
|  |                   |
|  | Vulpes vulpes     |
|  |                   |

|  | Vulpes lagopus  |
|  |                 |
|  | Vulpes macrotis |
|  |                 |

|  | Vulpes corsac                                                            |
|  |                                                                          |
|  | \| \| Vulpes rueppellii \| \| \| \| \| \| Vulpes vulpes [36] \| \| \| \| |
|  |                                                                          |
|  | Vulpes rueppellii                                                        |
|  |                                                                          |
|  | Vulpes vulpes                                                            |
|  |                                                                          |

|  | Vulpes rueppellii |
|  |                   |
|  | Vulpes vulpes     |
|  |                   |

|  | Vulpes lagopus  |
|  |                 |
|  | Vulpes macrotis |
|  |                 |

|  | Vulpes corsac                                                            |
|  |                                                                          |
|  | \| \| Vulpes rueppellii \| \| \| \| \| \| Vulpes vulpes [36] \| \| \| \| |
|  |                                                                          |
|  | Vulpes rueppellii                                                        |
|  |                                                                          |
|  | Vulpes vulpes                                                            |
|  |                                                                          |

|  | Vulpes rueppellii |
|  |                   |
|  | Vulpes vulpes     |
|  |                   |

|  | Vulpes lagopus  |
|  |                 |
|  | Vulpes macrotis |
|  |                 |

|  | Vulpes corsac                                                            |
|  |                                                                          |
|  | \| \| Vulpes rueppellii \| \| \| \| \| \| Vulpes vulpes [36] \| \| \| \| |
|  |                                                                          |
|  | Vulpes rueppellii                                                        |
|  |                                                                          |
|  | Vulpes vulpes                                                            |
|  |                                                                          |

|  | Vulpes rueppellii |
|  |                   |
|  | Vulpes vulpes     |
|  |                   |

|  | Vulpes cana  |
|  |              |
|  | Vulpes zerda |
|  |              |

|  | Otocyon megalotis |
|  |                   |

### Origens
A raposa-vermelha é de origem euro-asiática, tendo descendido de Vulpes alopecoides, ou de V. chikushanensis, ambas datadas do final do Plioceno. Os primeiros espécimes fósseis de V. vulpes foram descobertos em Baranya, Hungria, datando do início do Pleistoceno (3,4–1,8 mya). A espécie ancestral era provavelmente menor do que a atual, pois os primeiros fósseis de raposas-vermelhas são menores do que as populações modernas.:115–116 Os primeiros fósseis remanescentes das espécies modernas datam de meados do Pleistoceno em associação com o refugo dos primeiros assentamentos humanos. Isso levou à teoria de que a raposa vermelha foi caçada por humanos primitivos como fonte de alimento e peles.
Uma recente e extensa filogenia global das raposas vermelhas que incluiu ~ 1.000 amostras de espécies de toda a região, descobriu que as raposas vermelhas se originaram no Oriente Médio, depois irradiaram e que as raposas vermelhas na América do Norte são geneticamente distintas e provavelmente merecem reconhecimento como uma espécie distinta (Vulpes fulva) (Statham et al., 2014).

### Subespécies
A terceira edição de Mammal Species of the World listou 45 subespécies de V. vulpes como válidas:
| - V. v. abietorum - V. v. alascensis - V. v. alpherakyi - V. v. anatolica - V. v. arabica - V. v. atlantica - V. v. bangsi - V. v. barbara - V. v. beringiana - V. v. cascadensis - V. v. caucasica - V. v. crucigera - V. v. daurica - V. v. deletrix - V. v. dolichocrania | - V. v. dorsalis - V. v. flavescens - V. v. fulvus - V. v. griffithi - V. v. harrimani - V. v. hoole - V. v. ichnusae - V. v. indutus - V. v. jakutensis - V. v. japonica - V. v. karagan - V. v. kenaiensis - V. v. kurdistanica - V. v. macroura - V. v. montana | - V. v. necator - V. v. niloticus - V. v. ochroxantha - V. v. palaestina - V. v. peculiosa - V. v. pusilla - V. v. regalis - V. v. rubricosa - V. v. schrenckii - V. v. silacea - V. v. splendidissima - V. v. stepensis - V. v. tobolica - V. v. tschiliensis - V. v. vulpes |

Em 2010, outra subespécie distinta, que habita as pastagens do Vale do Sacramento, V. v. Patwin, foi identificada por meio de estudos de haplótipos mitocondriais. Castello (2018) reconheceu 30 subespécies da raposa-vermelha do Velho Mundo e nove subespécies de raposa-vermelha da América do Norte como válidas.
As subespécies de raposa-vermelha na Eurásia e no Norte da África são divididas em duas categorias:
- Raposas do norte, que são grandes e coloridas;
- Raposas-cinzentas do deserto do sul, que incluem as subespécies asiáticas V. v. griffithi, V. v. pusilla, e V. v. flavescens. Essas raposas exibem características de transição entre raposas-vermelhas do norte e espécies menores de raposas; seus crânios possuem traços mais primitivos e neotênicos do que as formas do norte, e são muito menores; os tamanhos máximos atingidos pelas raposas cinzentas do deserto do sul são invariavelmente menores do que os tamanhos médios das raposas do norte. Seus membros também são mais longos e suas orelhas maiores.[5]

As raposas vermelhas que vivem na Ásia Central apresentam traços físicos intermediários às formas do norte e do sul.

## Relações com os humanos

### No folclore, religião, mitologia e arte

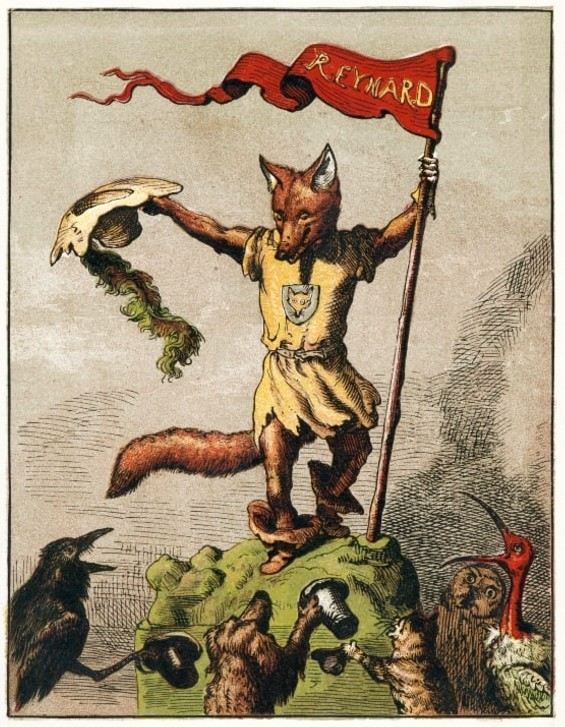
Uma raposa-vermelha em um livro infantil publicado em 1869.

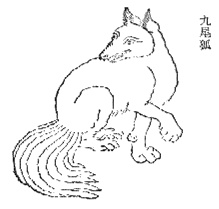
Raposa de nove caudas, da edição Qing do Shan Hai Jing.

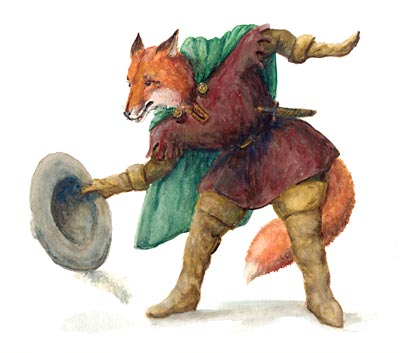
Ilustração de uma raposa.

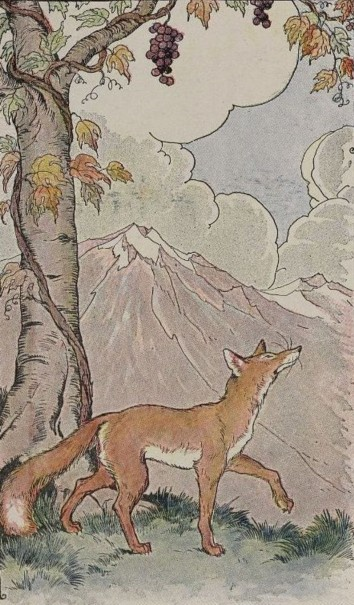
Ilustração da fábula A raposa e as uvas (Le Renard et les Raisins) por Jean de La Fontaine, inspirada na fábula atribuída a Esopo.

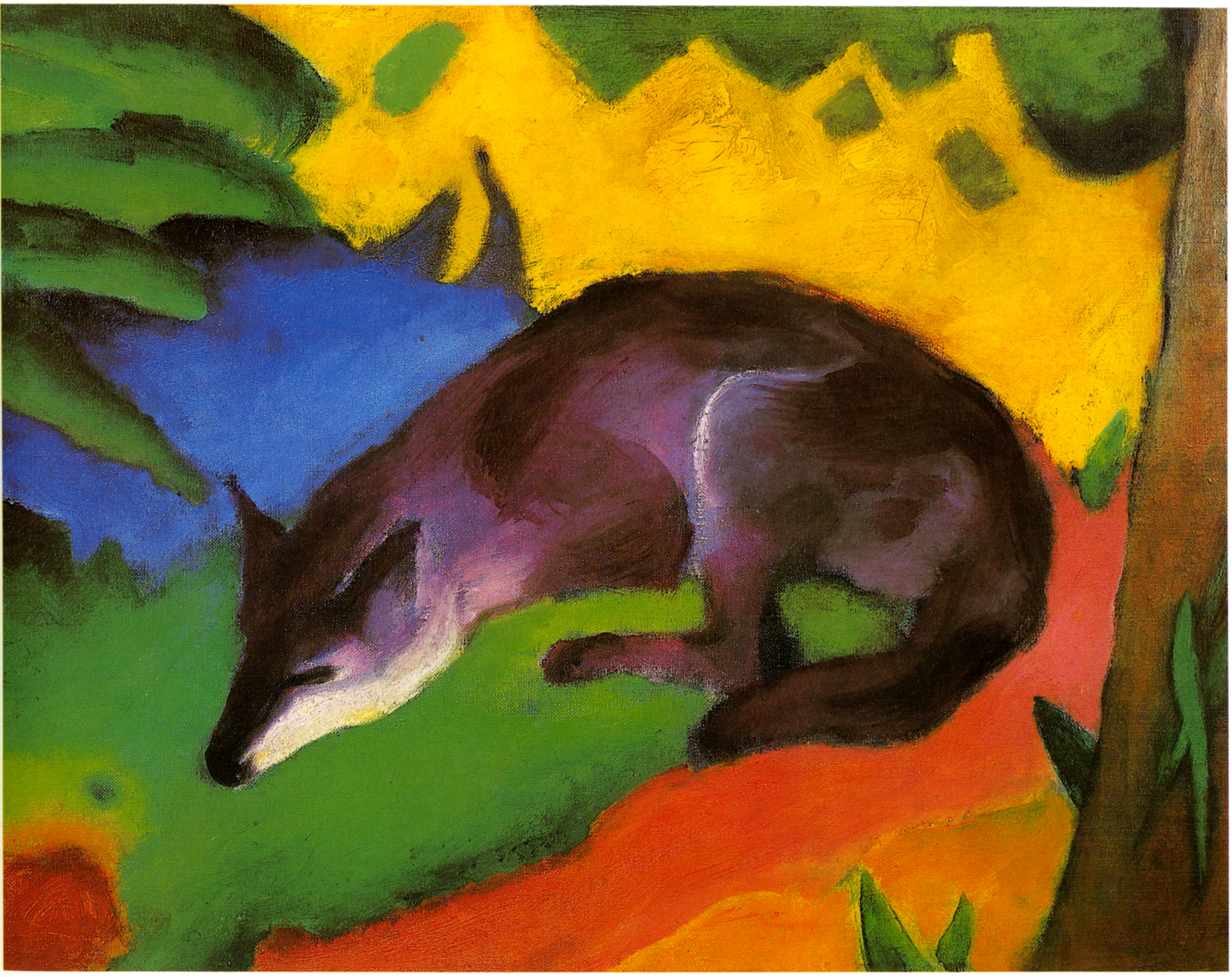
Raposa, pintura de Franz Marc, 1911

As raposas-vermelhas ocupam um lugar de destaque no folclore e na mitologia de muitas culturas humanas. Na mitologia grega, a raposa teumessiana, era uma raposa gigante destinada a nunca ser capturada, sendo uma das crianças de Equidna.
Na mitologia celta, a raposa-vermelha é um animal simbólico. Em Cotswolds, pensava-se que bruxas tomavam a forma de raposas para roubar manteiga de seus vizinhos. No folclore europeu posterior, a figura de Roman de Renart simboliza trapaça e engano. Muitas das aventuras de Roman de Renart podem resultar de observações reais sobre o comportamento das raposas; ele é inimigo do lobo e gosta de amoras e uvas.:32–33
Na China, um conto famoso, o Liao Zhai, descreve a raposa como um animal sábio. Em um grande grande número de lendas, a raposa é descrita como um guardião fiel, um amigo ou um(a) amante; em outras histórias, é descrita como um espírito malígno, traiçoeiro e enganador. Nessas histórias, as raposas possuem habilidades mágicas, sendo uma das mais importantes a habilidade de assumir a forma humana. Nas mitologias chinesa, japonesa e coreana, são conhecidas como raposas de nove caudas e na mitologia japonesa, são conhecidas como kitsunes.
Na mitologia árabe, a raposa é considerada um animal covarde, fraco, traiçoeiro e astuto.  A astúcia do animal foi notada pelos autores da Bíblia que aplicaram a palavra "raposa" aos falsos profetas (Ezequiel13:4) e a hipocrisia de Herodes Antipas (Lucas13:32).
A astuta Raposa é comumente encontrada na mitologia nativa americana, onde é retratada como uma companheira quase constante do coiote, ainda que traiçoeira. No mito de criação Achomawi, a Raposa e o Coiote são os co-criadores do mundo, que partem pouco antes da chegada dos humanos. A tribo Yurok acreditava que a Raposa, com raiva, capturou o Sol e o amarrou a uma colina, fazendo com que ele queimasse um grande buraco no chão. Uma história Inuit conta como a Raposa, retratada como uma bela mulher, engana um caçador para que se case com ela. Uma história de Menominee conta como a Raposa é uma amiga indigna de confiança do Lobo.
A raposa é frequentemente retratada na literatura europeia. Mesmo que a espécie exata nunca seja especificada, já que a raposa-vermelha é a que mais domina nesta parte do mundo, podemos pensar que foi ela quem inspirou os autores. As fábulas de Esopo da Grécia Antiga, que inspiraram Jean de La Fontaine no século XVII. Na Idade Média, a raposa era frequentemente retratada como um membro do clero, cortejando sua audiência, ovelhas. Posteriormente, a astúcia e esperteza da raposa passou a ser um traço muito sublinhado, como no ciclo de fábulas medievais Roman de Renart, que inspirou diversas outras adaptações, incluindo o longa-metragem de animação Robin Hood de 1973. The Fox and the Hound é um romance de Daniel P. Mannix publicado em 1967 que inspirou os longa-metragens da Disney, O Cão e a Raposa e O Cão e a Raposa 2. Em Pinóquio, de Carlo Collodi, uma raposa que finge ser manca e um gato que finge ser cego sempre conseguem desviar o personagem principal do caminho certo. Em O Pequeno Príncipe de Antoine de Saint-Exupéry, uma raposa ensina ao personagem principal o verdadeiro valor das coisas e, em primeiro lugar, o da amizade.

### Caça

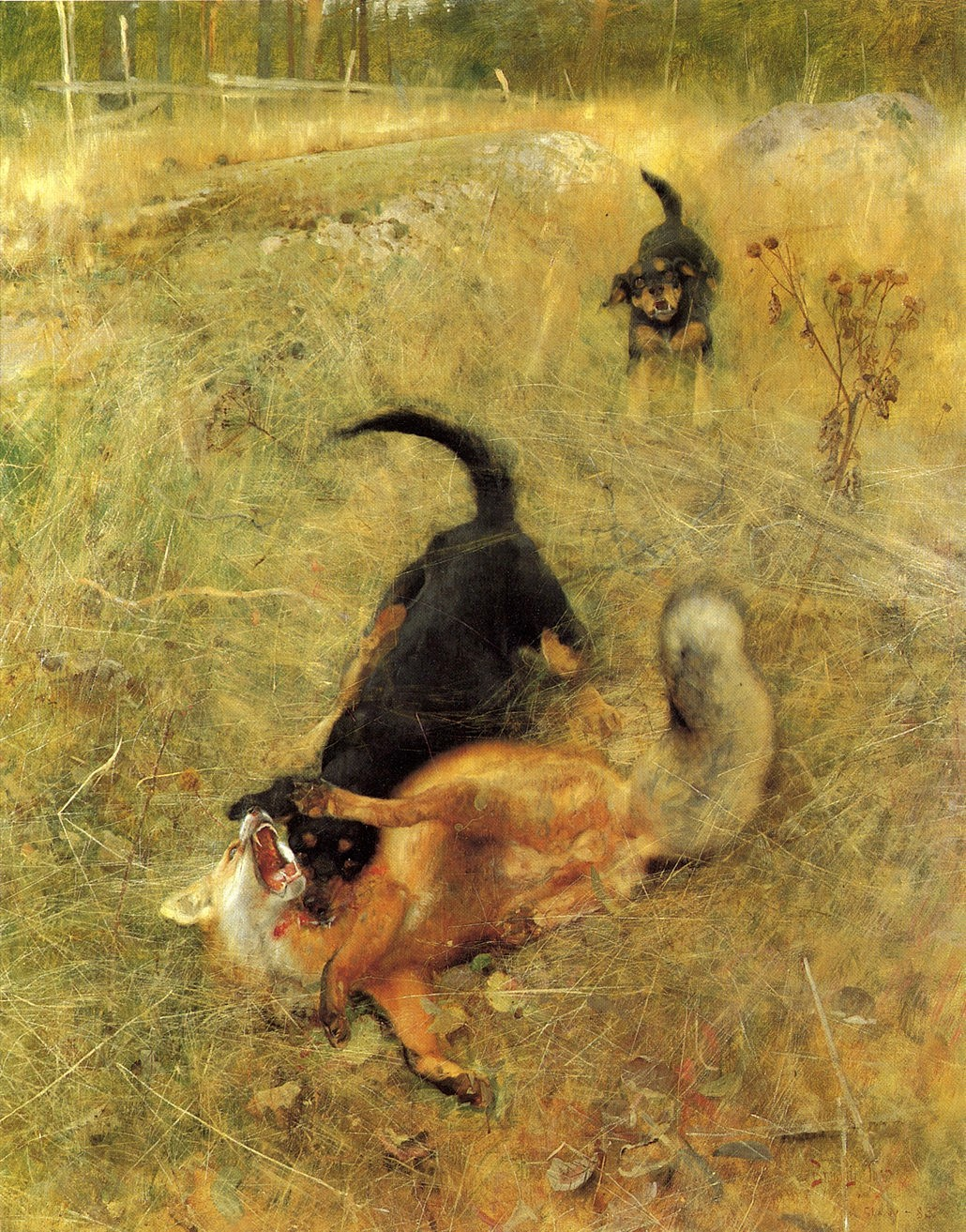
Beagle e Raposa (1885) por Bruno Liljefors

Os primeiros registros históricos da caça à raposa vêm do século IV a.C.; Alexandre, o Grande é conhecido por ter caçado raposas e um selo datado de 350 a.C. retrata um cavaleiro persa espetando uma raposa. Xenofonte, que via a caça como parte da educação de um homem culto, defendia a matança de raposas como uma praga, pois elas distraíam os cães das lebres. Os romanos caçavam raposas por volta de 80 d.C. Durante a Idade das Trevas na Europa, as raposas eram consideradas presas secundárias, mas gradualmente cresceram em importância. Canuto, o Grande reclassificou as raposas como Bestas da Perseguição, uma categoria inferior de presas que as Bestas de Venery. As raposas foram gradualmente caçadas menos como vermes e mais como Bestas da Perseguição, a tal ponto que, no final dos anos 1200, Eduardo I tinha uma matilha real de raposas e um caçador de raposas especializado. Neste período, as raposas foram cada vez mais caçadas com cães de caça.  Na Renascença, a caça à raposa se tornou um esporte tradicional da nobreza. Depois que a Guerra Civil Inglesa causou uma queda nas populações de veados, a caça à raposa cresceu em popularidade. Em meados de 1600, a Grã-Bretanha foi dividida em territórios de caça à raposa, com os primeiros clubes de caça à raposa sendo formados (o primeiro foi o Charlton Hunt Club em 1737). A popularidade da caça à raposa na Grã-Bretanha atingiu um pico durante os anos 1700.:21 Embora já nativas da América do Norte, as raposas-vermelhas da Inglaterra foram importadas  para fins esportivos na Virgínia e Maryland em 1730 por prósperos plantadores de tabaco.
As raposas vermelhas ainda são amplamente perseguidas como pragas, com mortes causadas por humanos entre as maiores causas de mortalidade na espécie. As mortes anuais de raposas-vermelhas são: Reino Unido 21.500–25.000 (2000); Alemanha 600.000 (2000–2001); Áustria 58.000 (2000–2001); Suécia 58.000 (1999–2000); Finlândia 56.000 (2000–2001); Dinamarca 50.000 (1976–1977); Suíça 34.832 (2001); Noruega 17.000 (2000–2001); Saskatchewan (Canadá) 2.000 (2000–2001); Nova Escócia (Canadá) 491 (2000–2001); Minnesota (EUA) 4.000–8.000 (colheita anual média de captura de 2002–2009); Novo México (EUA) 69 (1999–2000).

### Comércio de pele

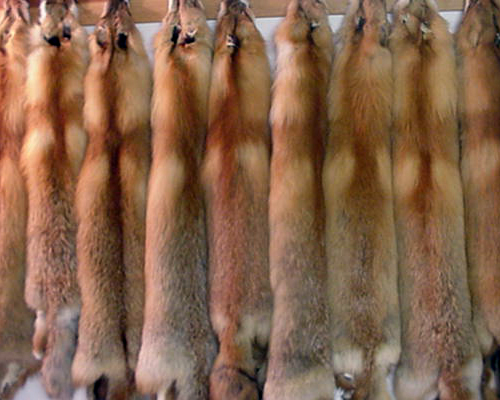
Peles de raposa-vermelha

Devido à sua abundância, o número de raposas-vermelhas criadas para o comércio de peles (embora muito reduzido desde 1900) excede o de qualquer outra espécie, exceto possivelmente o vison-americano (Neovison vison). Sua pele é utilizada na confecção de cachecóis, regalos, jaquetas, xales, chapéus e casacos.:246, 252 Os tipos cultivados são particularmente variantes de cores ("prata" e "cruzado") que são raras na natureza, sendo a variante prateada a mais valorizada pelos peleteiros, seguida das cores cruzada e vermelha, respectivamente.:207 O comércio mundial de peles de raposa-vermelha em 1985–86 foi de 1.543.995 peles.

### Predação de animais domésticos

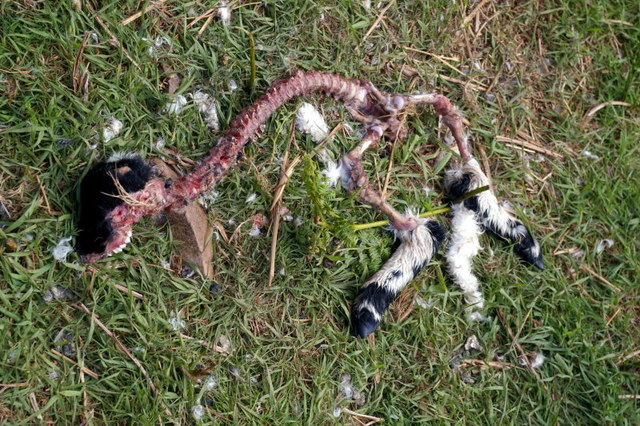
Carcaça de um cordeiro perto de uma toca de raposa-vermelha

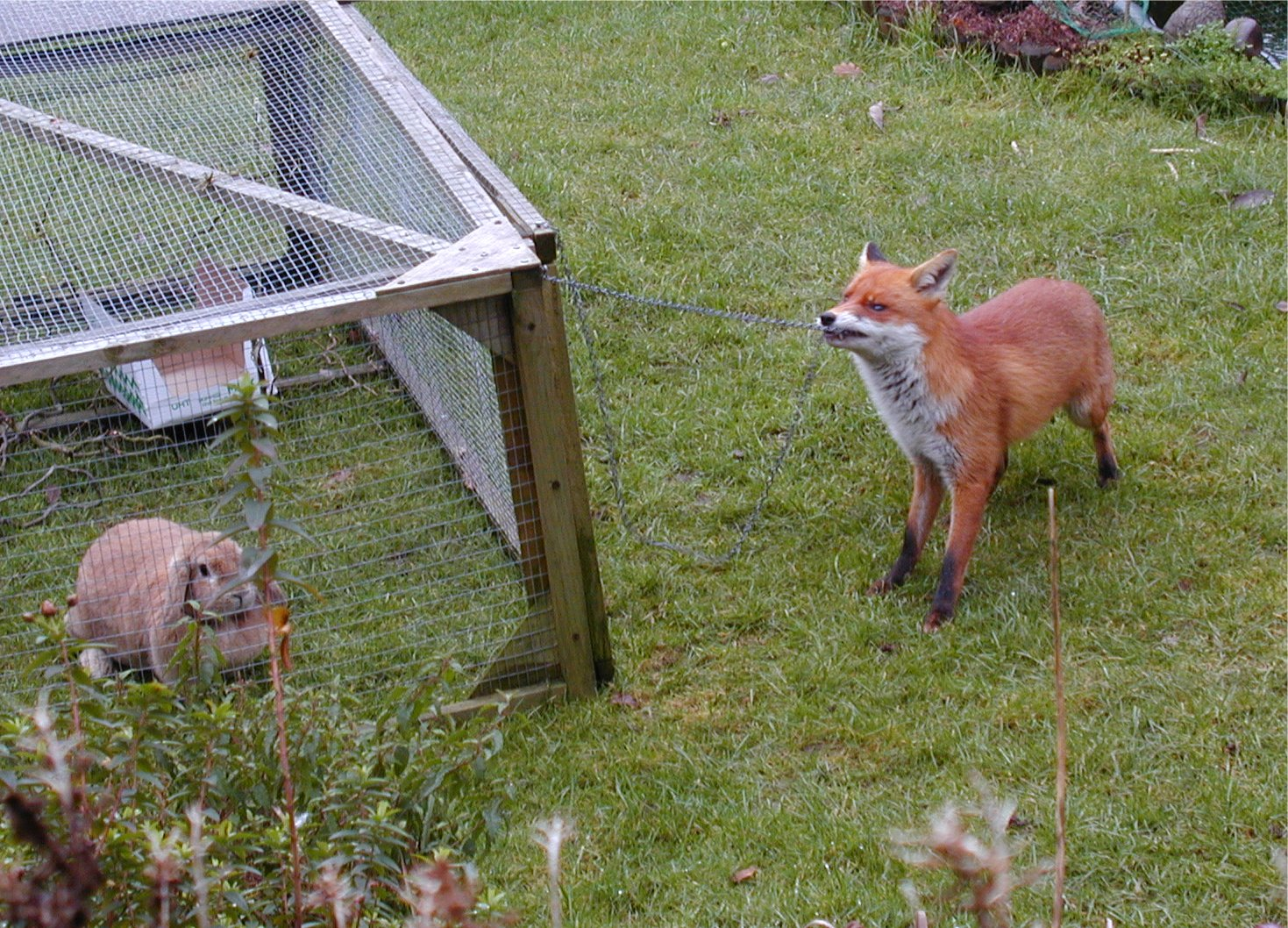
Raposa-vermelha em um jardim de Birmingham investigando uma coelheira

As raposas-vermelhas podem ocasionalmente atacar cordeiros. Normalmente, os cordeiros visados por raposas tendem a ser espécimes fisicamente enfraquecidos, mas não invariavelmente. Cordeiros pertencentes a raças pequenas são mais vulneráveis.
As raposas-vermelhas também podem atacar coelhos e porquinhos-da-índia. Este problema é geralmente evitado alojando-os em cabanas e corredores robustos. Raposas urbanas frequentemente encontram gatos e podem se alimentar ao lado deles. Em confrontos físicos, os gatos geralmente têm a vantagem.:180–181

### Raposas-vermelhas urbanas

#### Distribuição
As raposas-vermelhas têm sido extremamente bem-sucedidas na colonização de ambientes construídos, especialmente em subúrbios de baixa densidade, embora muitas também tenham sido avistadas em densas áreas urbanas longe do campo. Ao longo do século XX, elas se estabeleceram em muitas cidades australianas, europeias, japonesas e norte-americanas. A espécie colonizou pela primeira vez cidades britânicas durante os anos 1930, chegando a Bristol e Londres durante os anos 1940, e mais tarde se estabelecendo em Cambridge e Norwich. Na Irlanda, as raposas agora são comuns nos subúrbios Dublin. Na Austrália, raposas-vermelhas foram registradas em Melbourne já na década de 1930, enquanto em Zurique, Suíça, elas só começaram a aparecer na década de 1980.
As raposas vermelhas urbanas são mais comuns em subúrbios residenciais que consistem em habitações privadas de baixa densidade, e são raras em áreas em que predominam a indústria, o comércio. Nessas últimas áreas, a distribuição é de densidade média menor porque dependem menos de recursos humanos. Em 2006, estimou-se que havia 10.000 raposas vermelhas em Londres. As raposas-vermelhas que vivem na cidade podem ter o potencial de crescer consistentemente, maiores do que suas contrapartes rurais, como resultado de restos abundantes e uma relativa falta de predadores. Nas cidades, as raposas vermelhas podem catar comida de lixeiras e sacos de lixo, embora grande parte de sua dieta seja semelhante a raposas-vermelhas rurais.

#### Comportamento
As raposas-vermelhas urbanas são mais ativas ao anoitecer e ao amanhecer, fazendo a maior parte de sua caça nesses horários. É incomum avistá-los durante o dia, mas eles podem ser pegos tomando banho de sol nos telhados de casas ou galpões. As raposas-vermelhas urbanas costumam fazer suas casas em locais escondidos e não perturbados, bem como nos limites de uma cidade. Enquanto as raposas-vermelhas urbanas vasculham com sucesso na cidade (e as raposas tendem a comer qualquer coisa que os humanos comem), alguns residentes urbanos deixam deliberadamente comida para os animais, achando-os cativantes. Fazer isso regularmente pode atrair raposas-vermelhas urbanas para a casa de alguém; eles podem se acostumar com a presença humana e, em alguns casos, até mesmo brincar com humanos.

#### Controle da raposa-vermelha urbana
Raposas-vermelhas urbanas podem causar problemas para os moradores, roubando galinhas, virando latas de lixo e danificando jardins. A maioria das reclamações sobre raposas-vermelhas urbanas feitas às autoridades locais ocorre durante a temporada de reprodução. No Reino Unido, a caça de raposas-vermelhas em áreas urbanas é proibida. Matar raposas tem pouco efeito sobre a população em uma área urbana; aqueles que são mortos são logo substituídos, seja por novos filhotes durante a época de reprodução ou por outras raposas-vermelhas que se deslocam para o território daqueles que foram mortos. Um método mais eficaz é dissuadi-los das áreas específicas que habitam. Podem ser usados deterrentes, como creosoto, óleo diesel ou amônia. Limpar e bloquear o acesso aos locais dos antros também pode desencorajar o retorno de uma raposa-vermelha urbana.

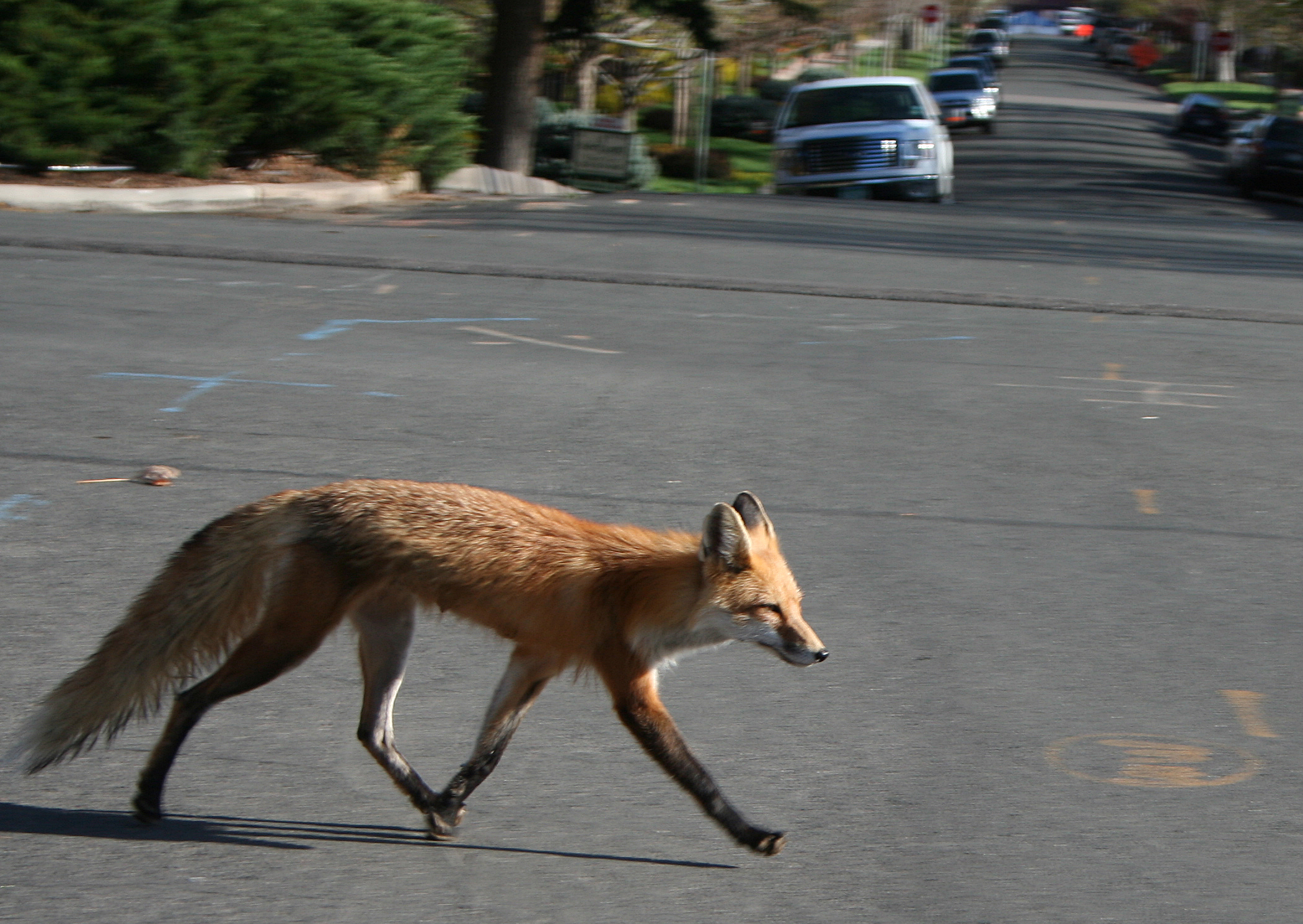
Raposa-vermelha urbana cruzando uma rua
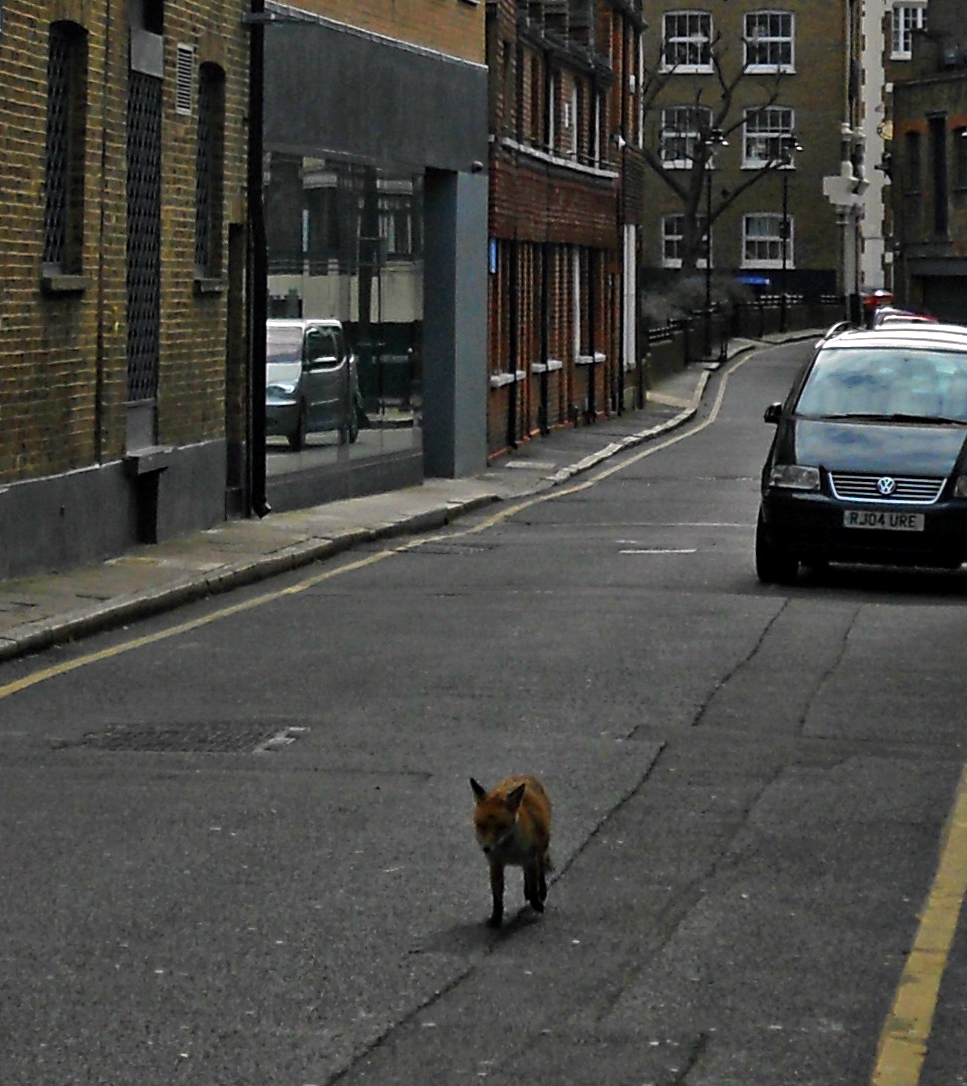
Raposa-vermelha urbana no centro de Londres
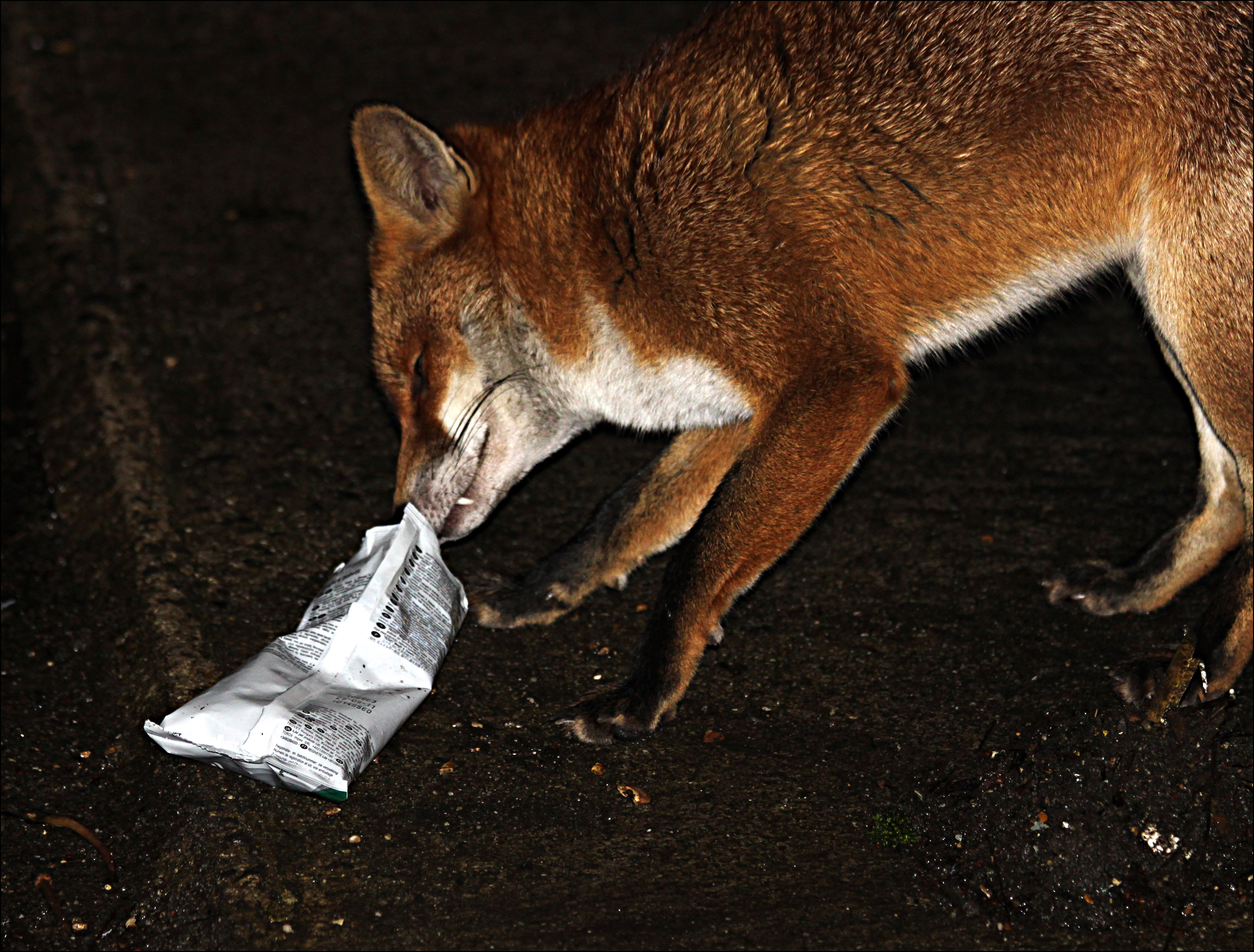
Raposa-vermelha urbana comendo de um saco de biscoitos em Dorset, Inglaterra
- Raposa-vermelha urbana com uma sacola do KFC descartada